# Lijst van woonplaatsen in Limburg (Nederland)
Een woonplaats is volgens de wet basisregistraties adressen en gebouwen (BAG) een "door het bevoegde gemeentelijke orgaan als zodanig aangewezen en van een naam voorzien gedeelte van het grondgebied van de gemeente." Iedere Nederlandse gemeente is verplicht haar volledige grondgebied in te delen in een of meerdere woonplaatsen. Het Kadaster, de beheerder van de Landelijke Voorziening BAG, kent aan iedere woonplaats een woonplaatscode toe. Deze wordt tussen haakjes achter de naam van de woonplaats weergegeven.

## Beek

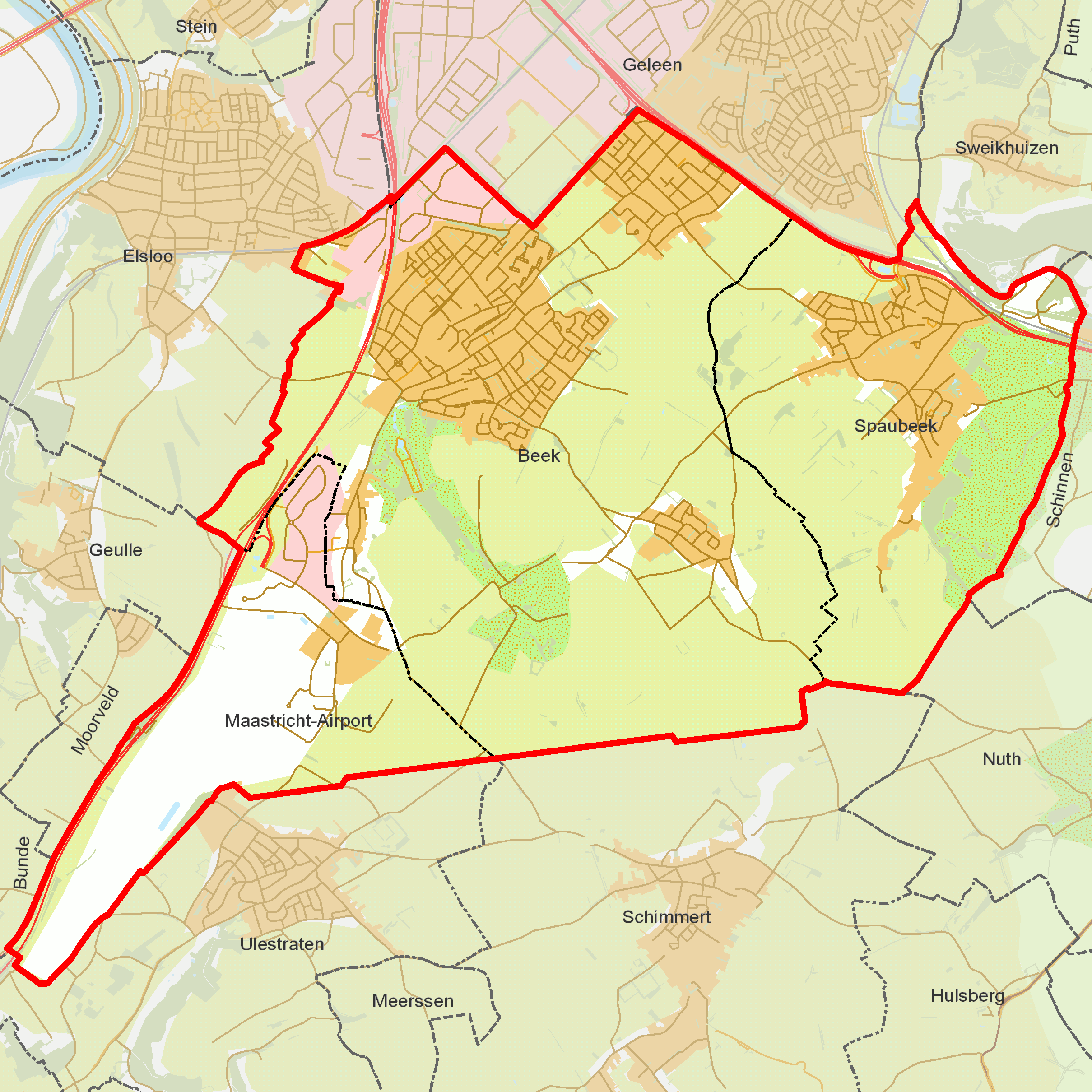
Woonplaatsen in de gemeente Beek

- Beek (1670)
- Maastricht Airport (1672)
- Spaubeek (1671)

## Beesel

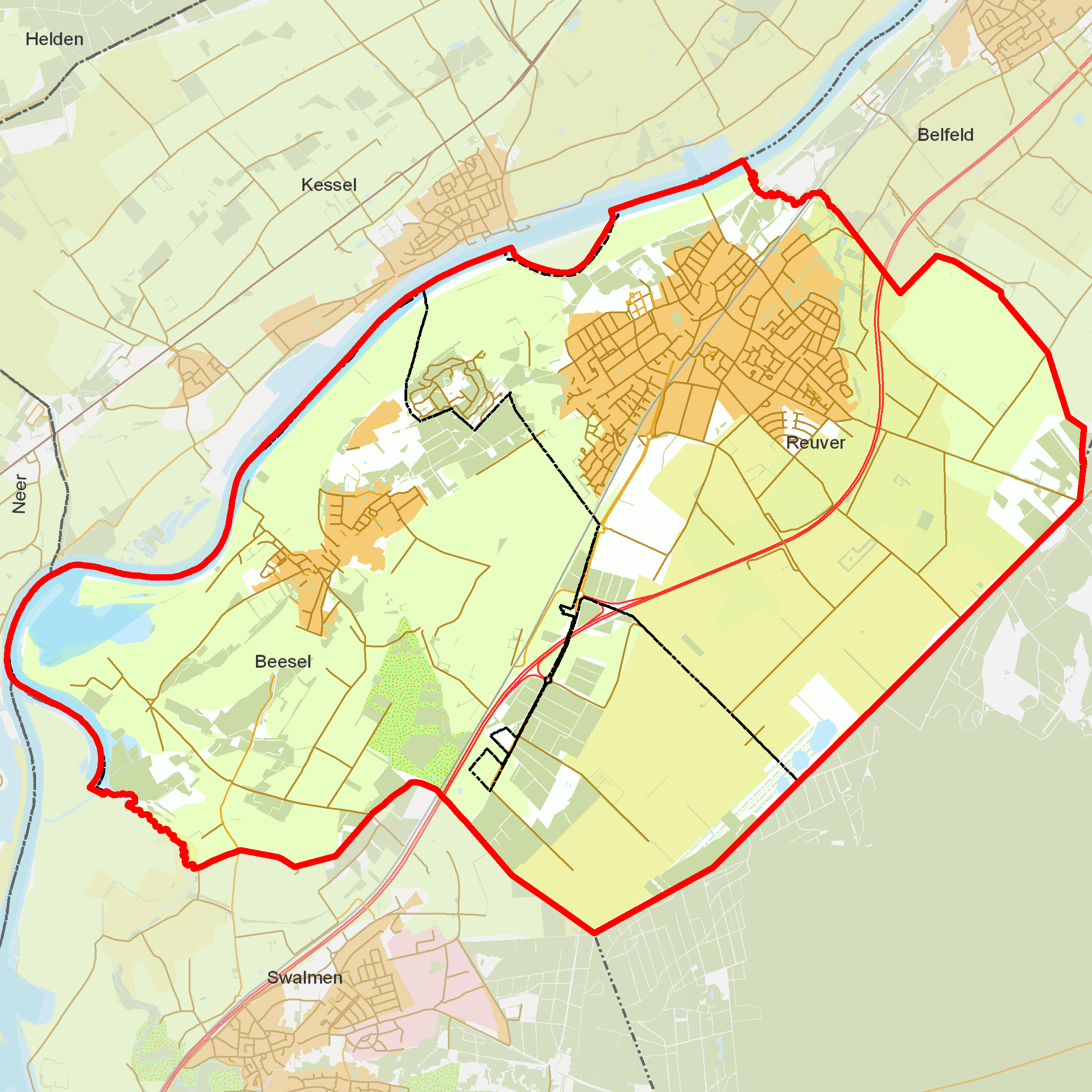
Woonplaatsen in de gemeente Beesel

- Beesel (1950)
- Reuver (1949)

## Bergen

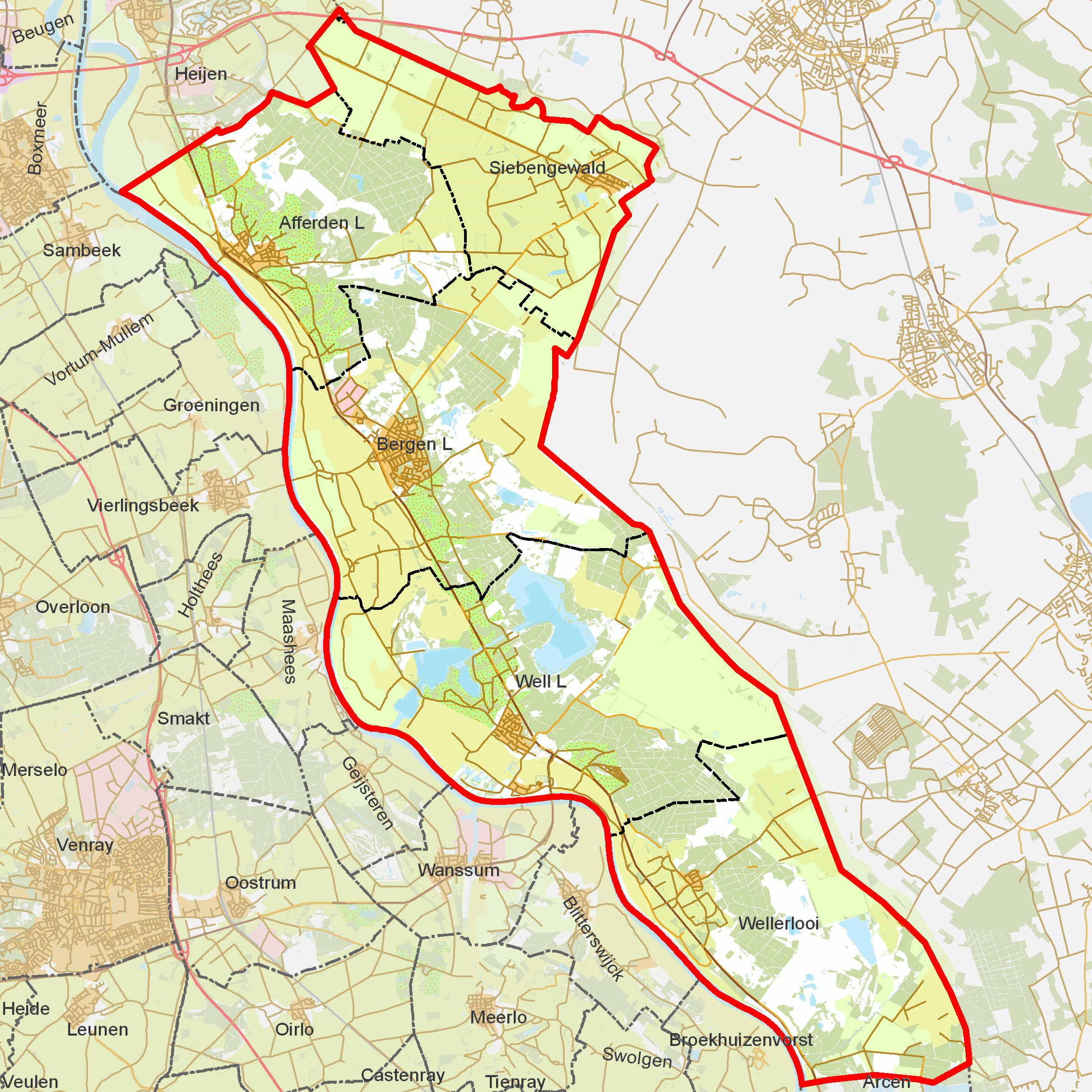
Woonplaatsen in de gemeente Bergen

- Afferden (1122)
- Bergen (1121)
- Siebengewald (1123)
- Well (1124)
- Wellerlooi (1125)

## Brunssum

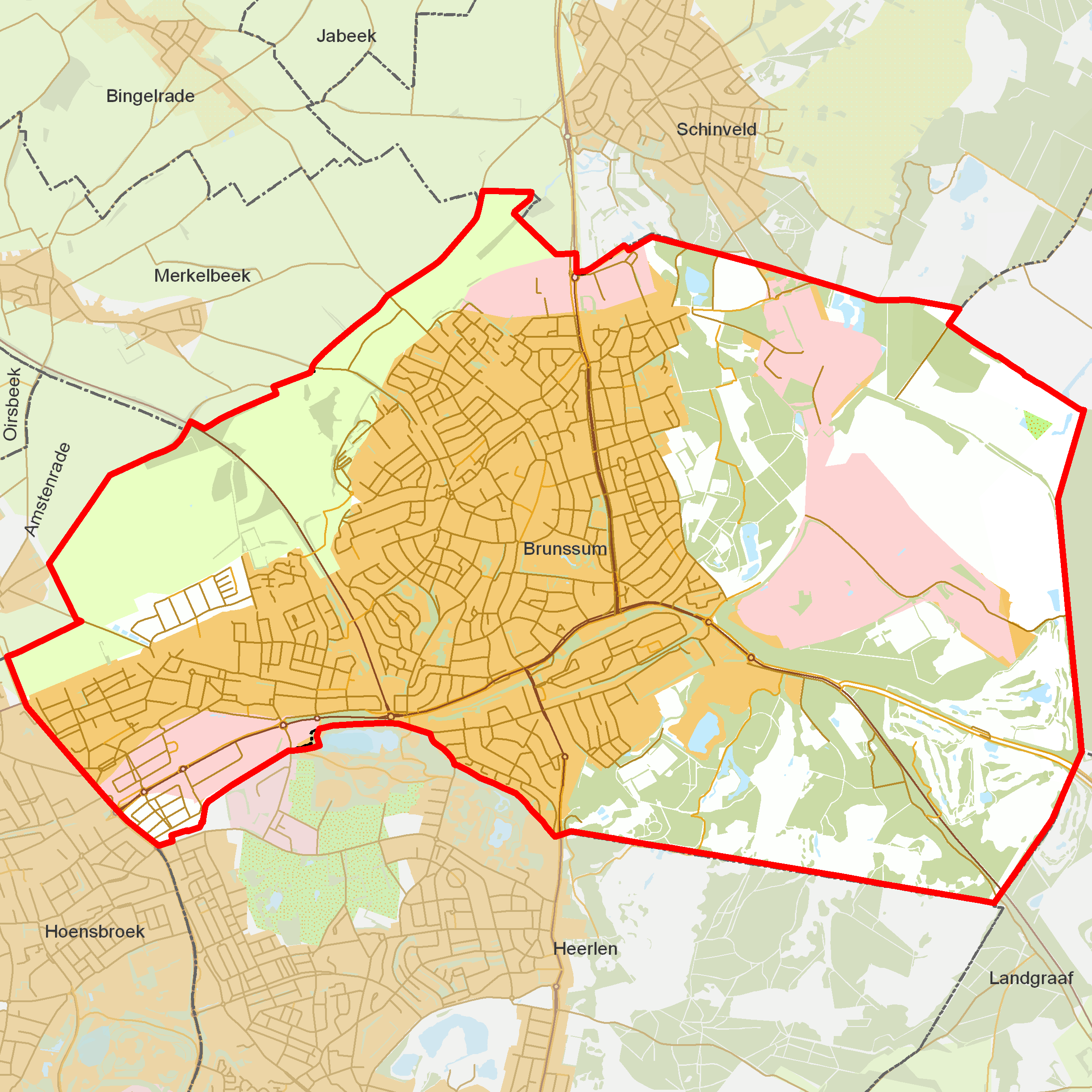
Woonplaatsen in de gemeente Brunssum

- Brunssum (2849)

## Echt-Susteren

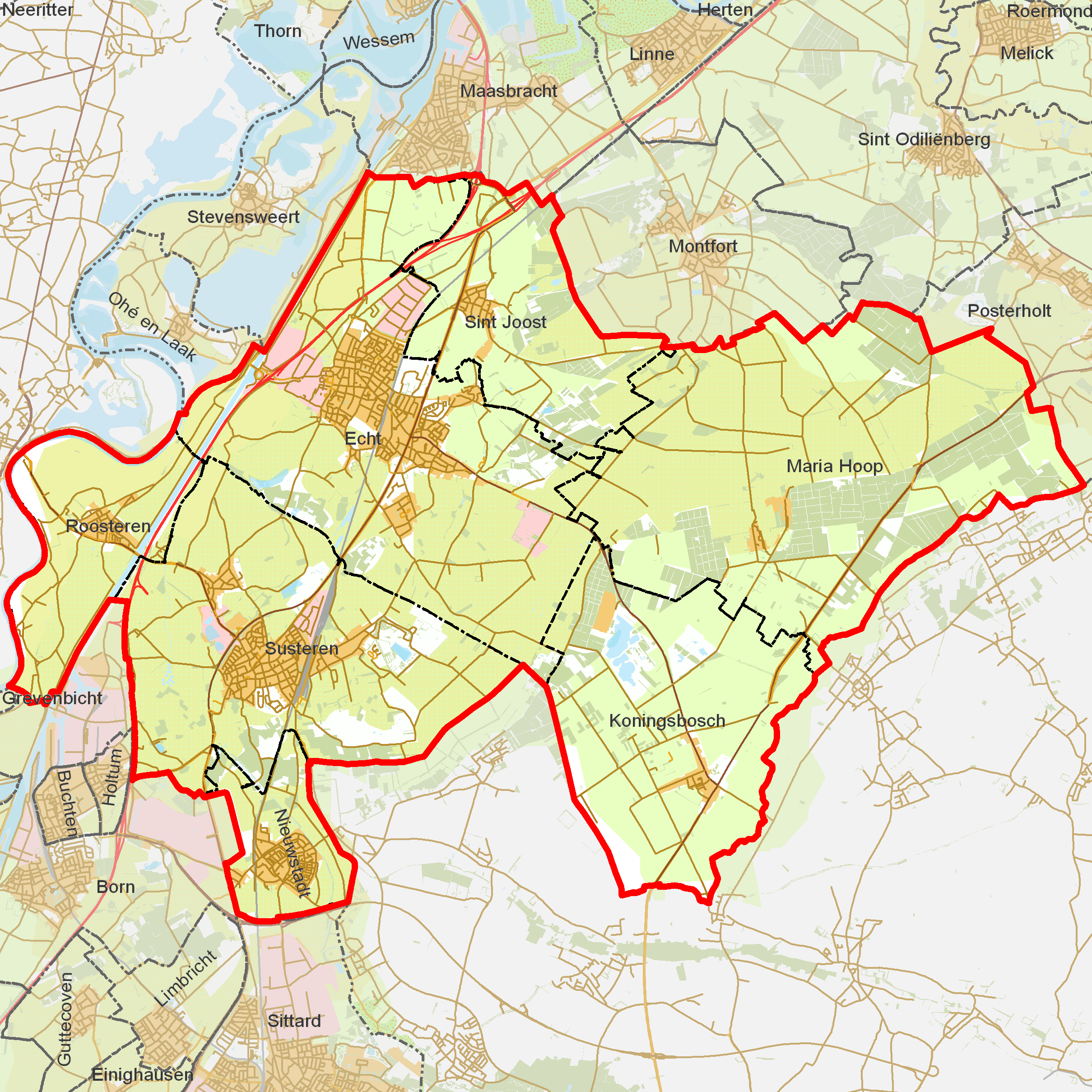
Woonplaatsen in de gemeente Echt-Susteren

- Echt (2041)
- Koningsbosch (2042)
- Maria-Hoop (2043)
- Nieuwstadt (2047)
- Roosteren (2046)
- Sint Joost (2044)
- Susteren (2045)

## Eijsden-Margraten

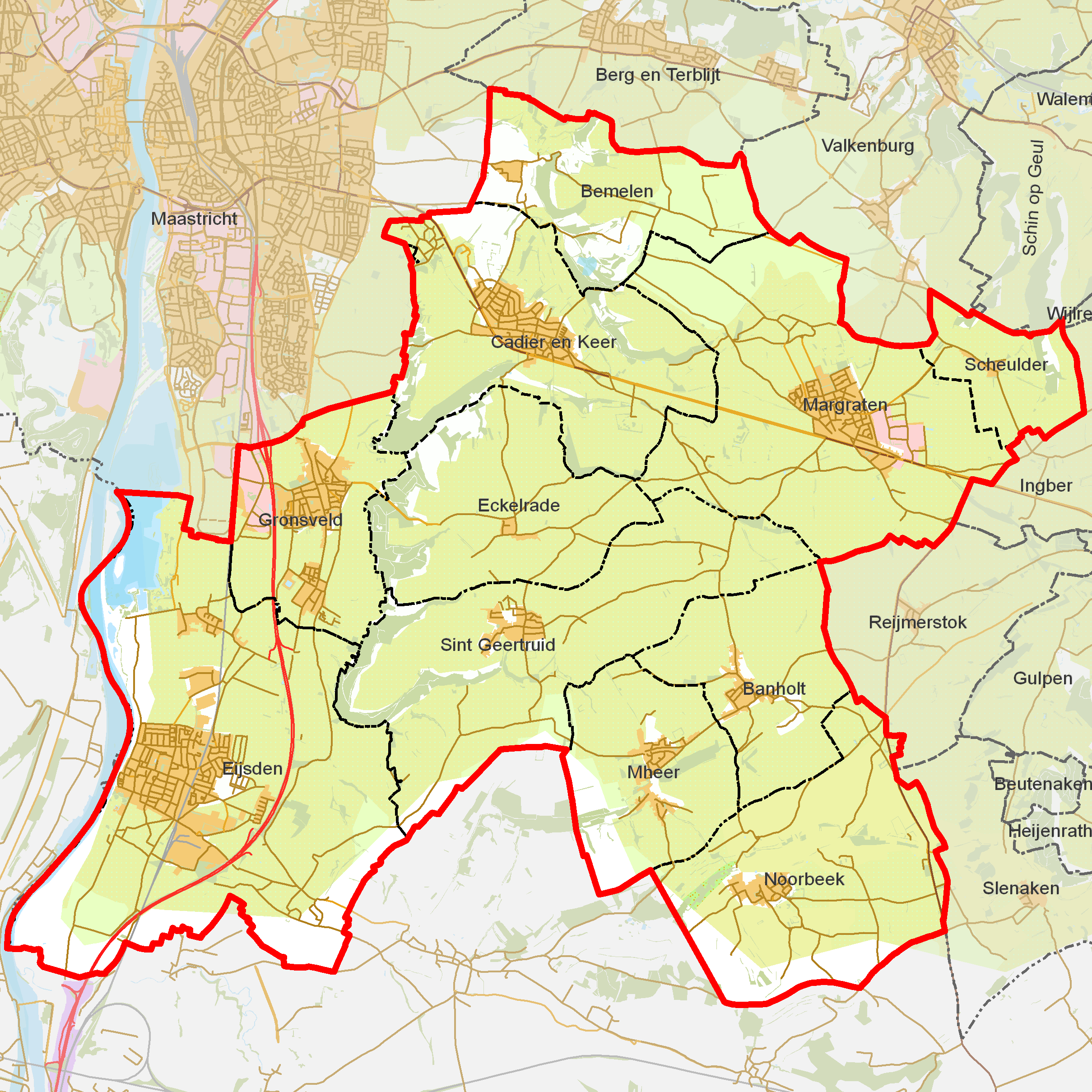
Woonplaatsen in de gemeente Eijsden-Margraten

- Banholt (1690)
- Bemelen (1691)
- Cadier en Keer (1692)
- Eckelrade (1693)
- Eijsden (1700)
- Gronsveld (1701)
- Margraten (1694)
- Mheer (1695)
- Noorbeek (1696)
- Scheulder (1697)
- Sint Geertruid (1698)

## Gennep

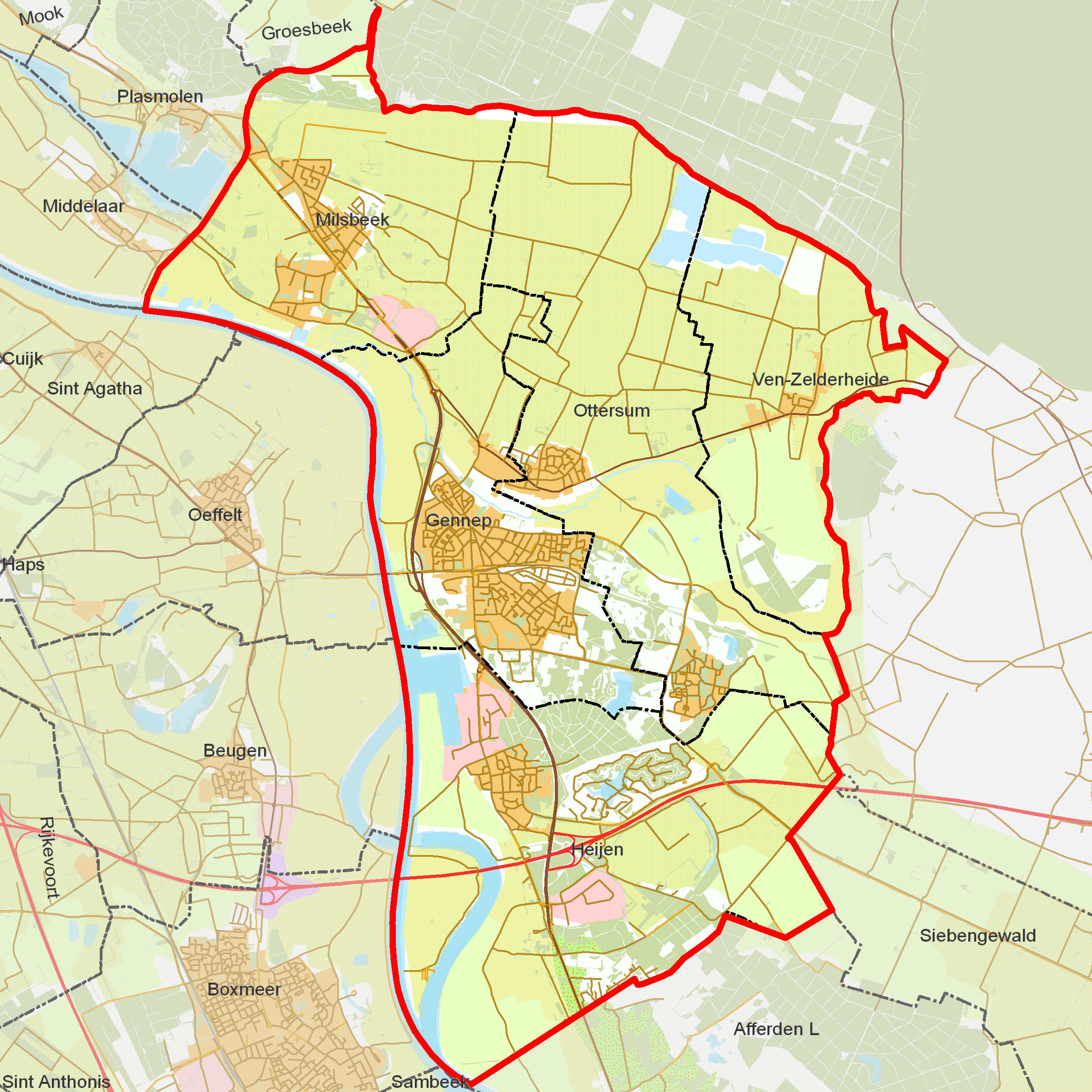
Woonplaatsen in de gemeente Gennep

- Gennep (2482)
- Heijen (2483)
- Milsbeek (2479)
- Ottersum (2480)
- Ven-Zelderheide (2481)

## Gulpen-Wittem

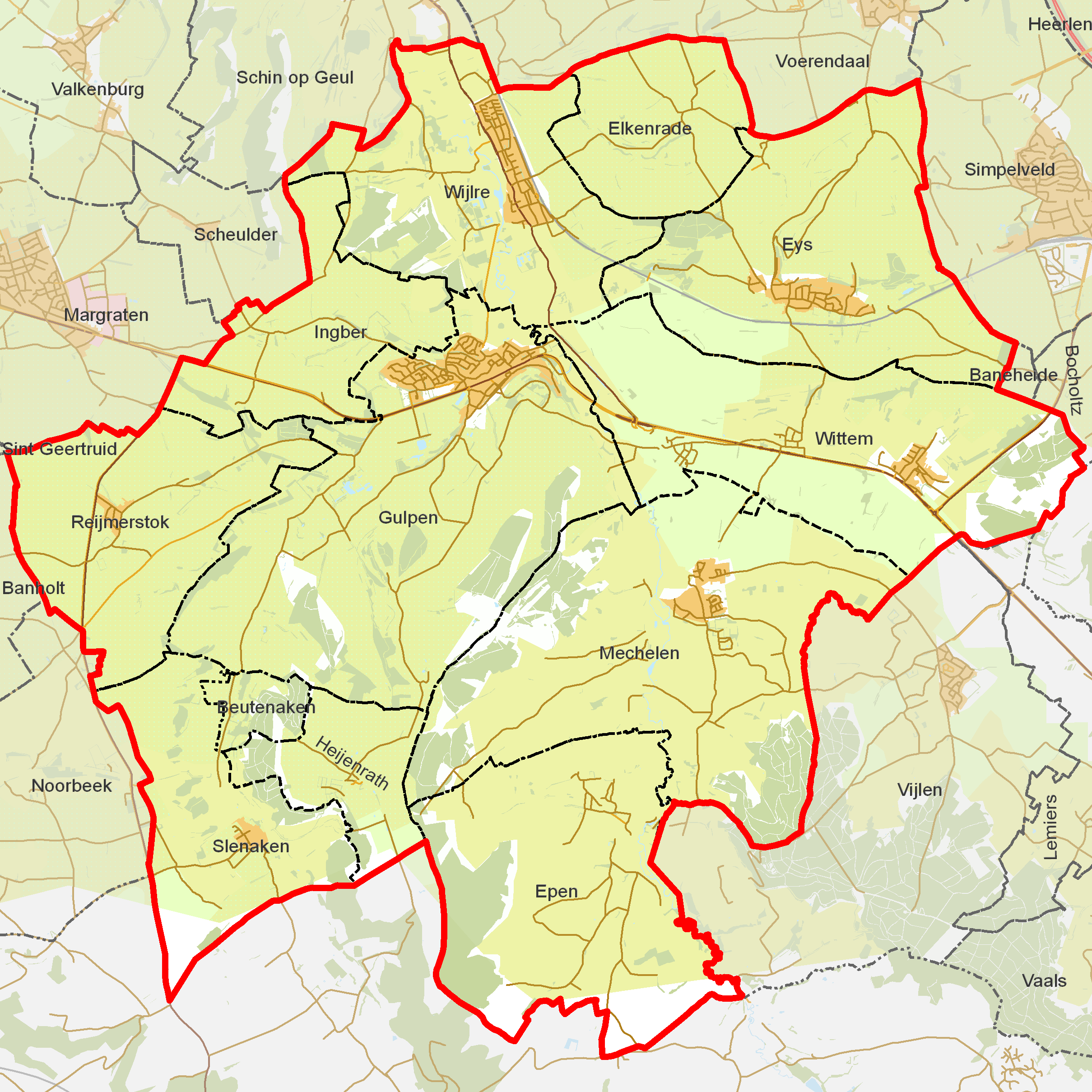
Woonplaatsen in de gemeente Gulpen-Wittem

- Beutenaken (1230)
- Elkenrade (1235)
- Epen (1232)
- Eys (1234)
- Gulpen (1225)
- Heijenrath (1228)
- Ingber (1226)
- Mechelen (1231)
- Reijmerstok (1227)
- Slenaken (1229)
- Wijlre (1236)
- Wittem (1233)

## Heerlen

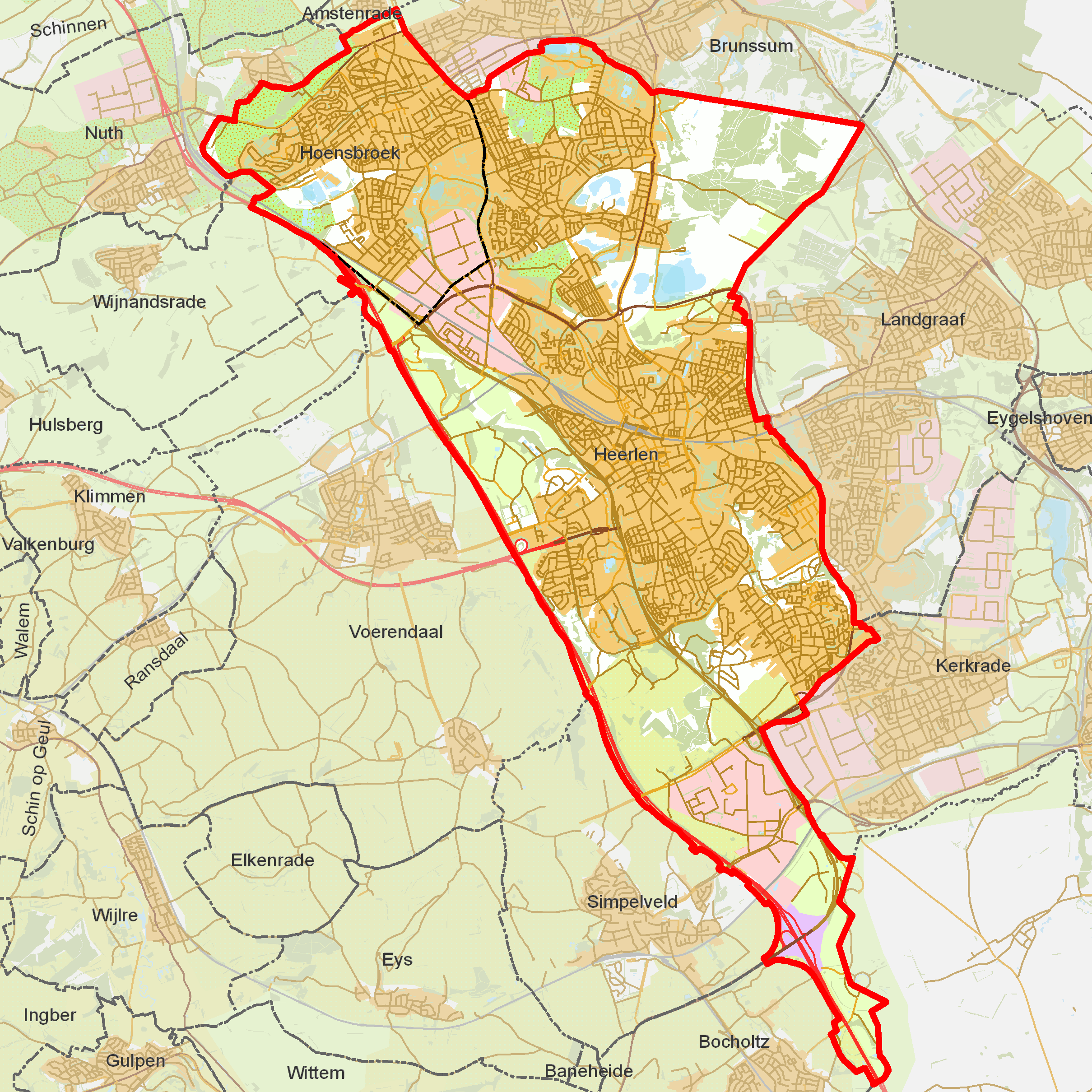
Woonplaatsen in de gemeente Heerlen

- Heerlen (1312)
- Hoensbroek (1313)

## Horst aan de Maas

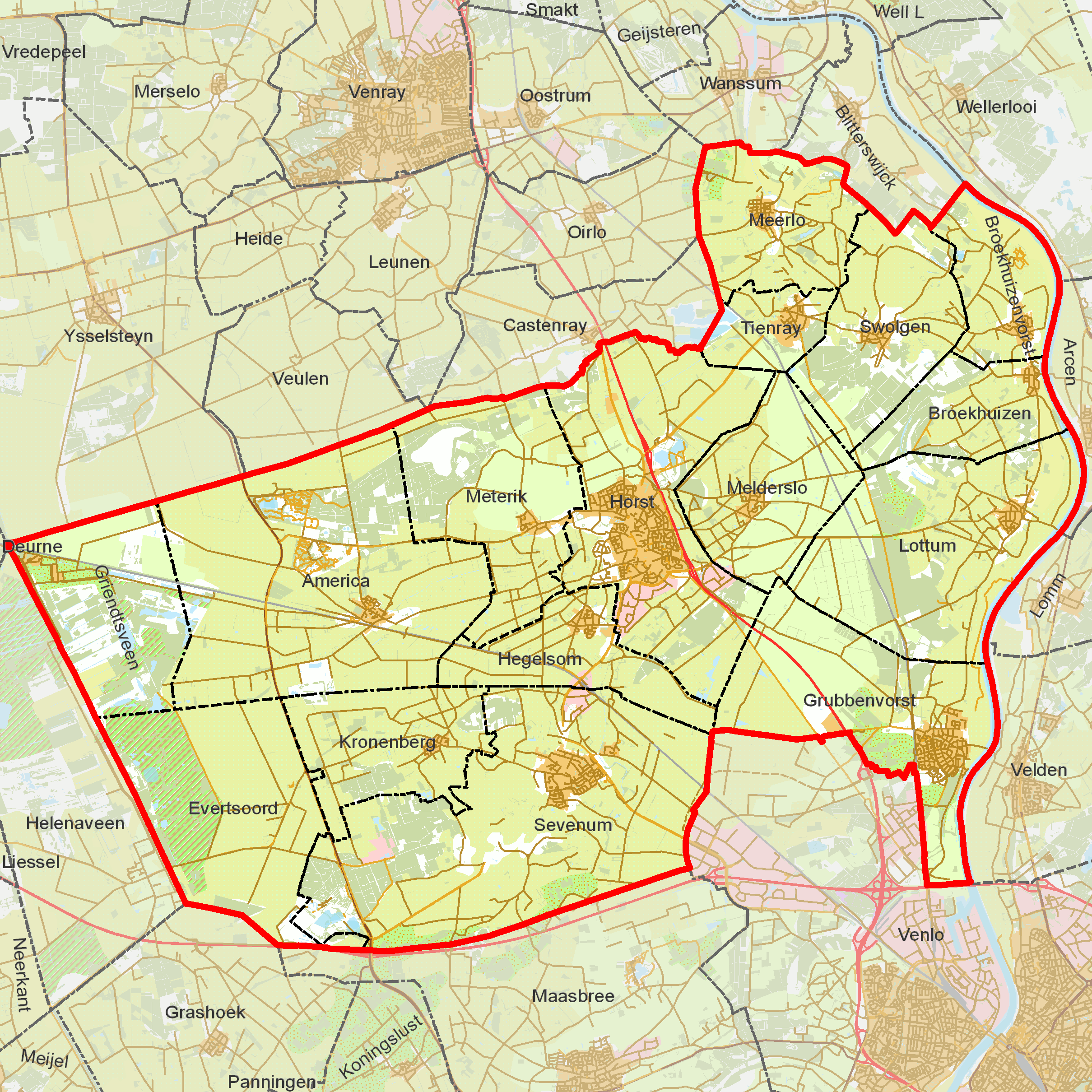
Woonplaatsen in de gemeente Horst aan de Maas

- America (1026)
- Broekhuizen (1027)
- Broekhuizenvorst (1028)
- Evertsoord (1517)
- Griendtsveen (1029)
- Grubbenvorst (1030)
- Hegelsom (1031)
- Horst (1032)
- Kronenberg (1516)
- Lottum (1033)
- Meerlo (1858)
- Melderslo (1034)
- Meterik (1035)
- Sevenum (1515)
- Swolgen (1859)
- Tienray (1860)

## Kerkrade

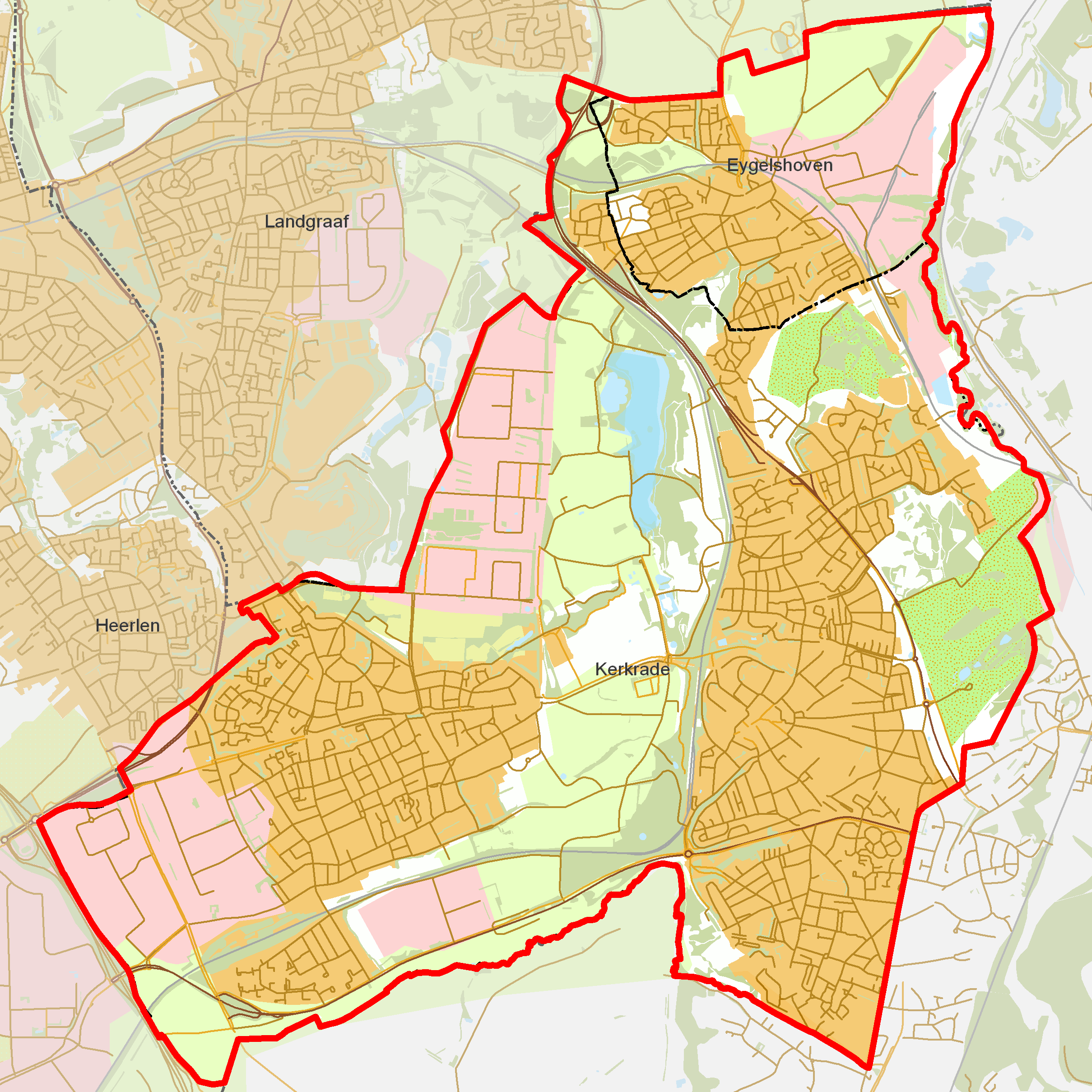
Woonplaatsen in de gemeente Kerkrade

- Eygelshoven (2650)
- Kerkrade (2649)

## Landgraaf

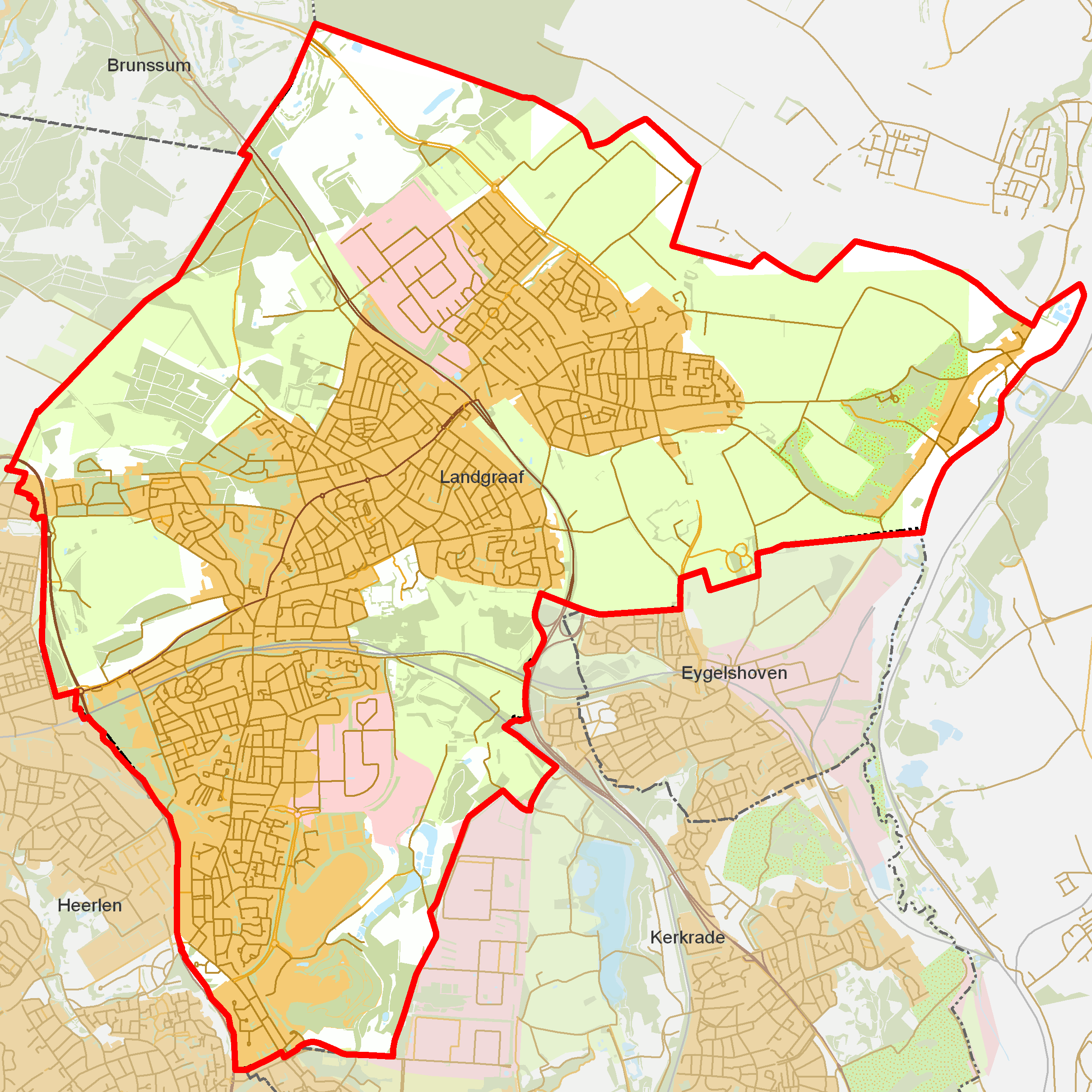
Woonplaatsen in de gemeente Landgraaf

- Landgraaf (3055)

## Leudal

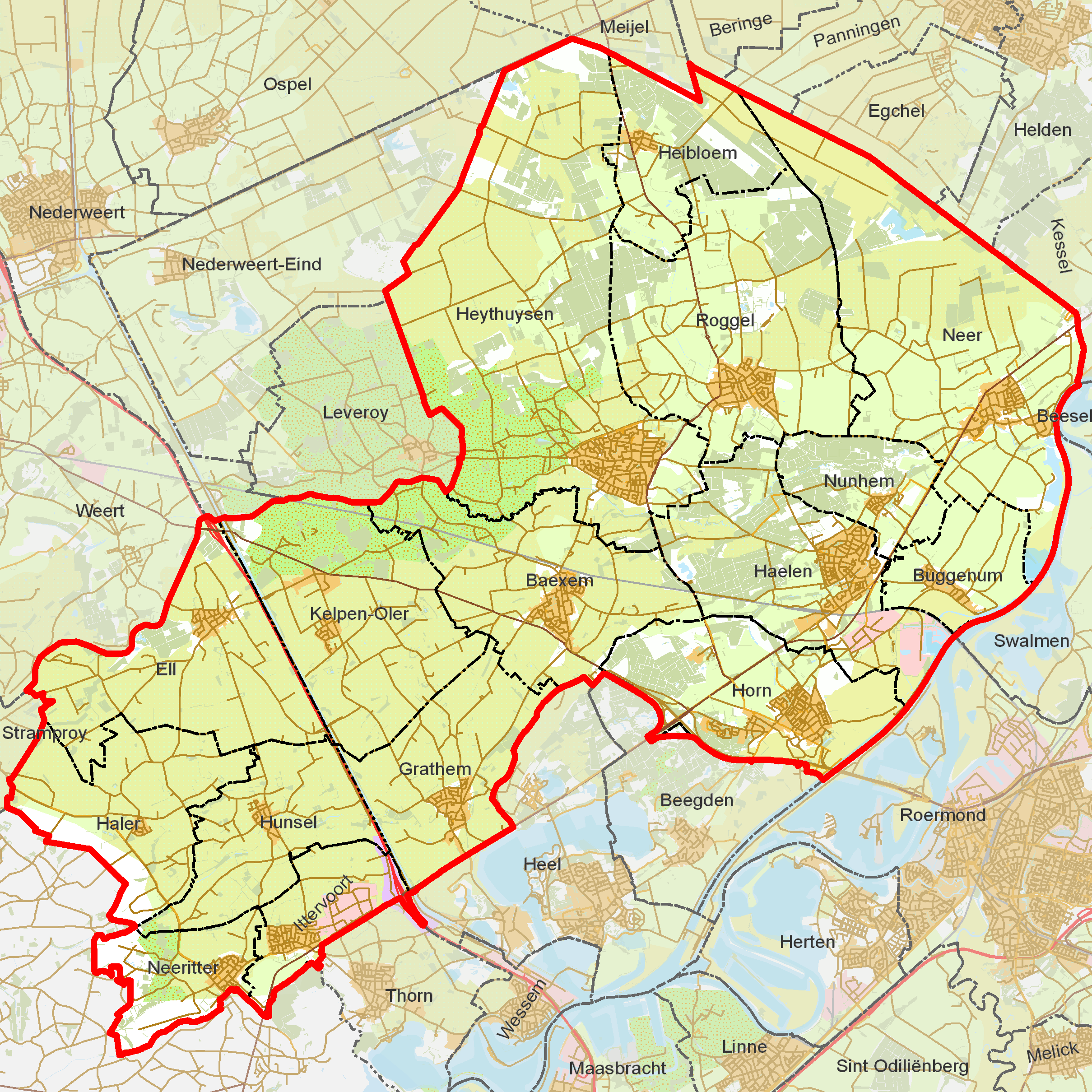
Woonplaatsen in de gemeente Leudal

- Baexem (2940)
- Buggenum (2941)
- Ell (2942)
- Grathem (2943)
- Haelen (2944)
- Haler (2945)
- Heibloem (2946)
- Heythuysen (2947)
- Horn (2948)
- Hunsel (2949)
- Ittervoort (2950)
- Kelpen-Oler (2951)
- Neer (2952)
- Neeritter (2953)
- Nunhem (2954)
- Roggel (2955)

## Maasgouw

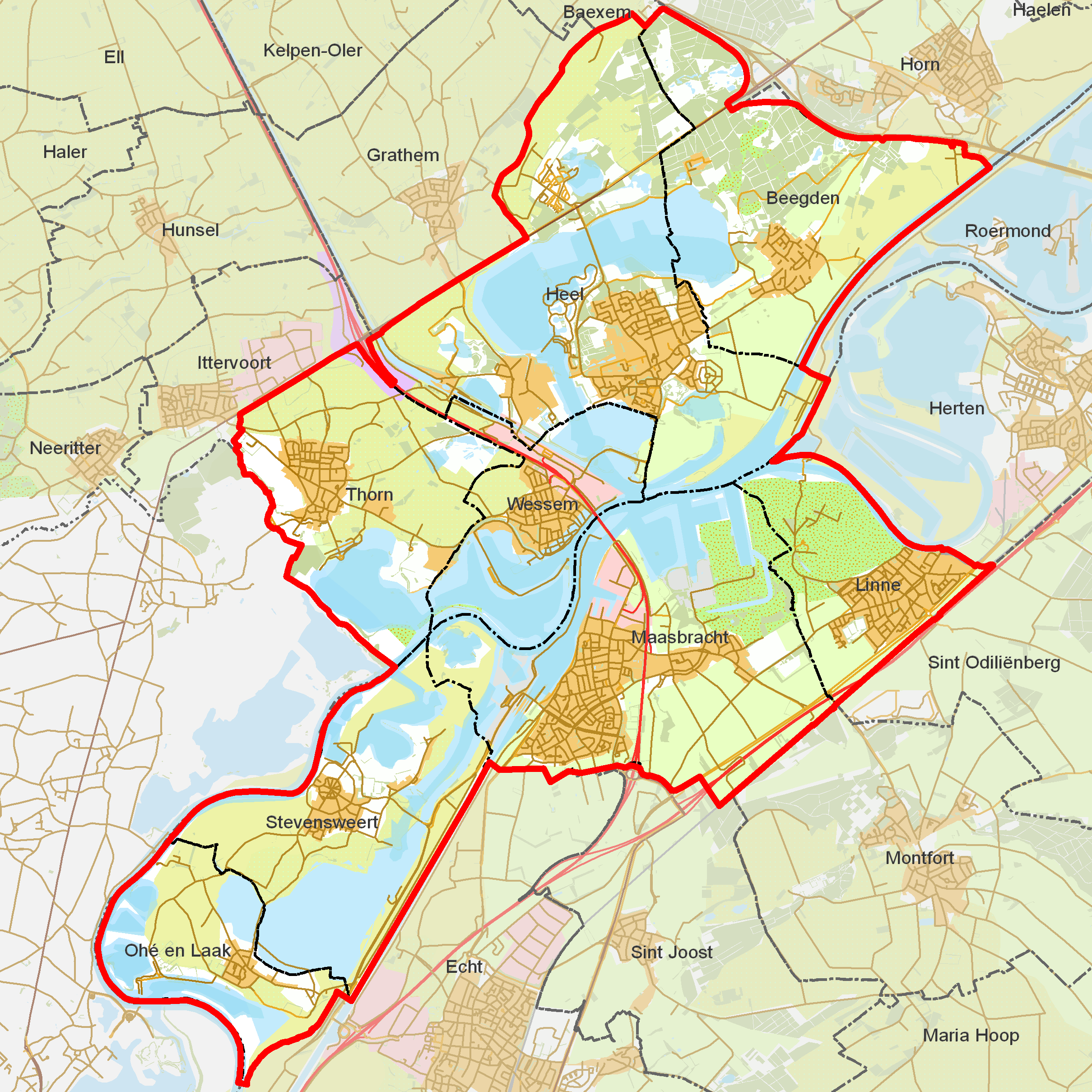
Woonplaatsen in de gemeente Maasgouw

- Beegden (1918)
- Heel (1917)
- Linne (1921)
- Maasbracht (1920)
- Ohé en Laak (1923)
- Stevensweert (1922)
- Thorn (1916)
- Wessem (1919)

## Maastricht

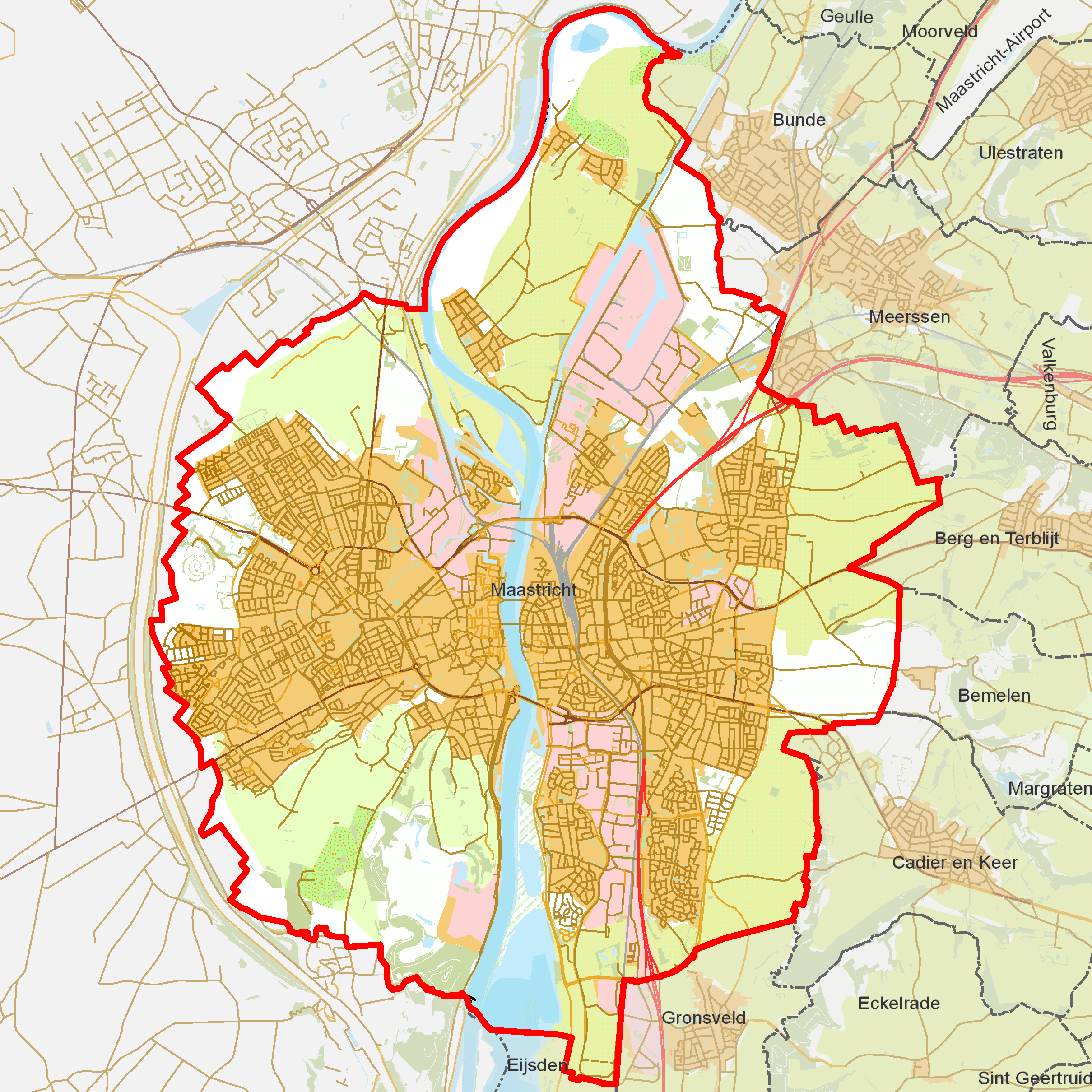
Woonplaatsen in de gemeente Maastricht

- Maastricht (1406)

## Meerssen

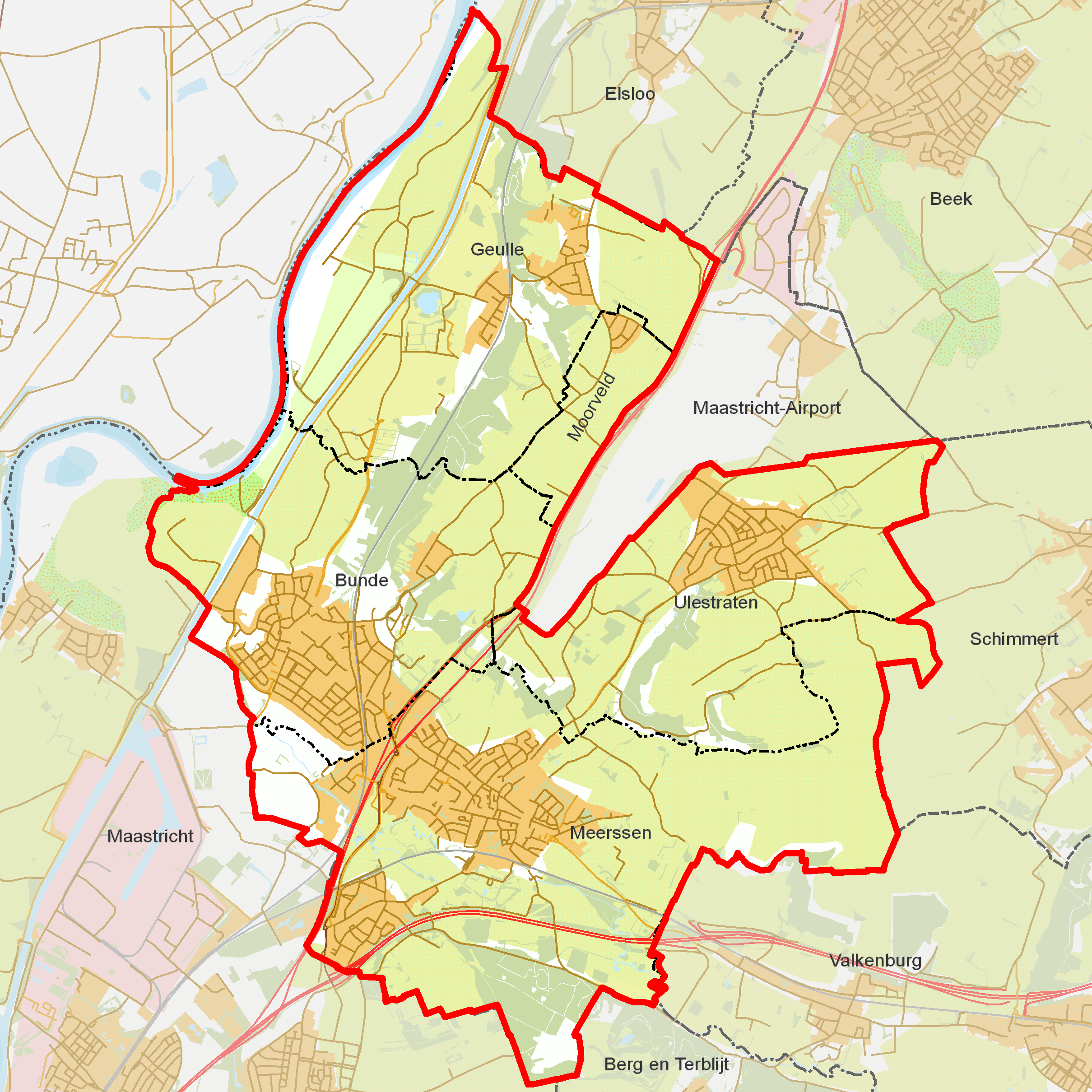
Woonplaatsen in de gemeente Meerssen

- Bunde (1461)
- Geulle (1462)
- Meerssen (1463)
- Moorveld (1464)
- Ulestraten (1465)

## Mook en Middelaar

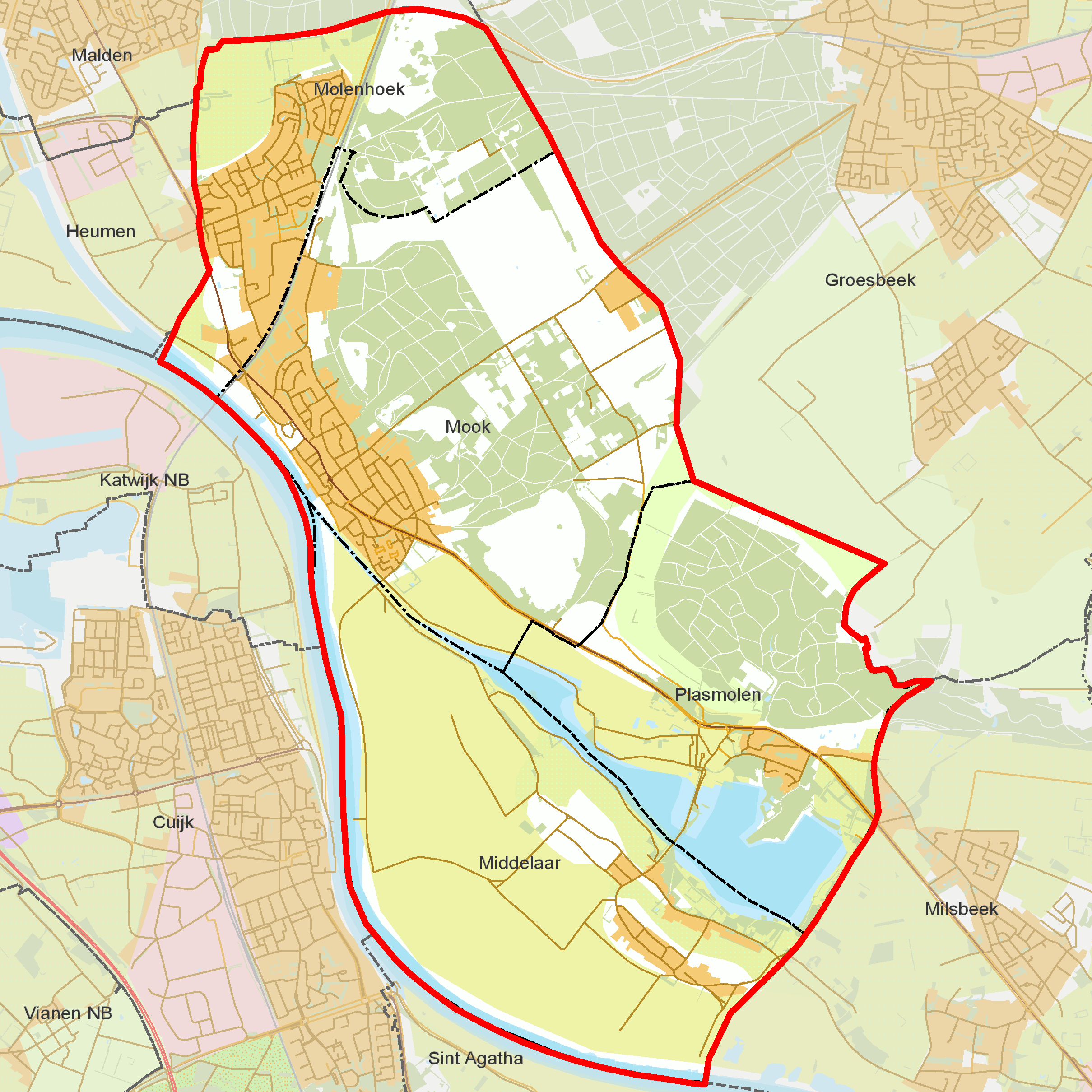
Woonplaatsen in de gemeente Mook en Middelaar

- Middelaar (2801)
- Molenhoek (2802)
- Mook (2803)
- Plasmolen (2804)

## Nederweert

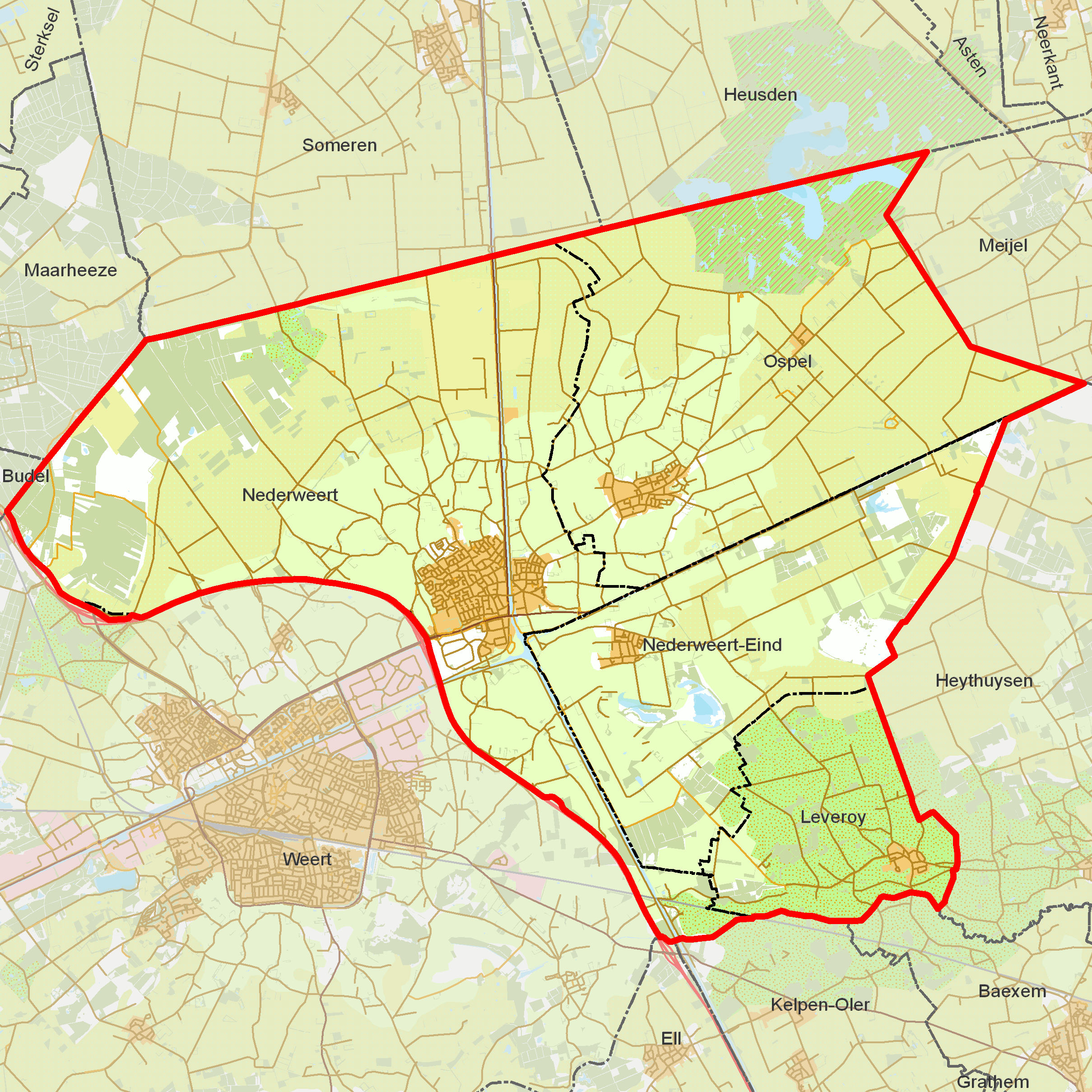
Woonplaatsen in de gemeente Nederweert

- Leveroy (2040)
- Nederweert (2037)
- Nederweert-Eind (2039)
- Ospel (2038)

## Nuth

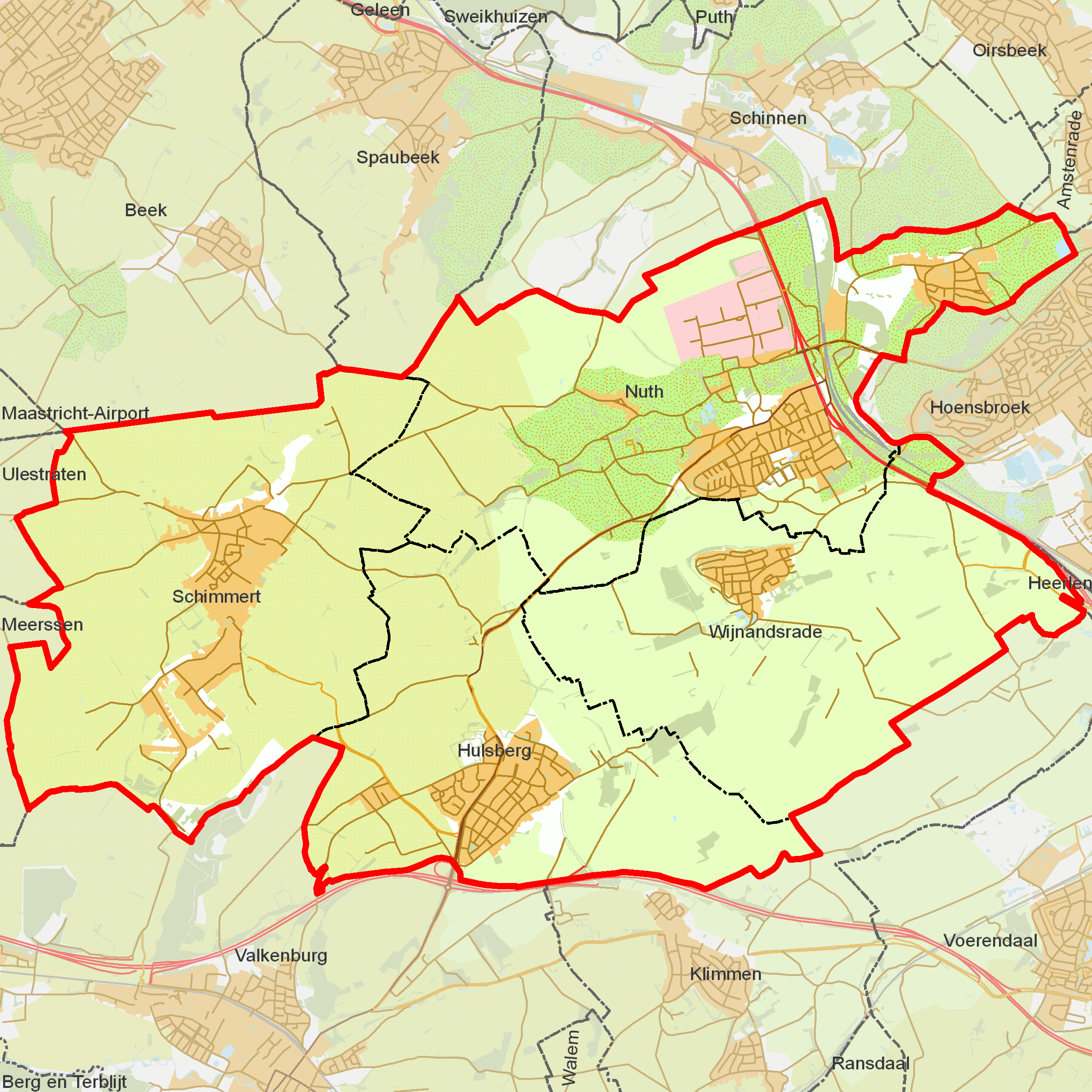
Woonplaatsen in de gemeente Nuth

- Hulsberg (2359)
- Nuth (2358)
- Schimmert (2360)
- Wijnandsrade (2361)

## Onderbanken

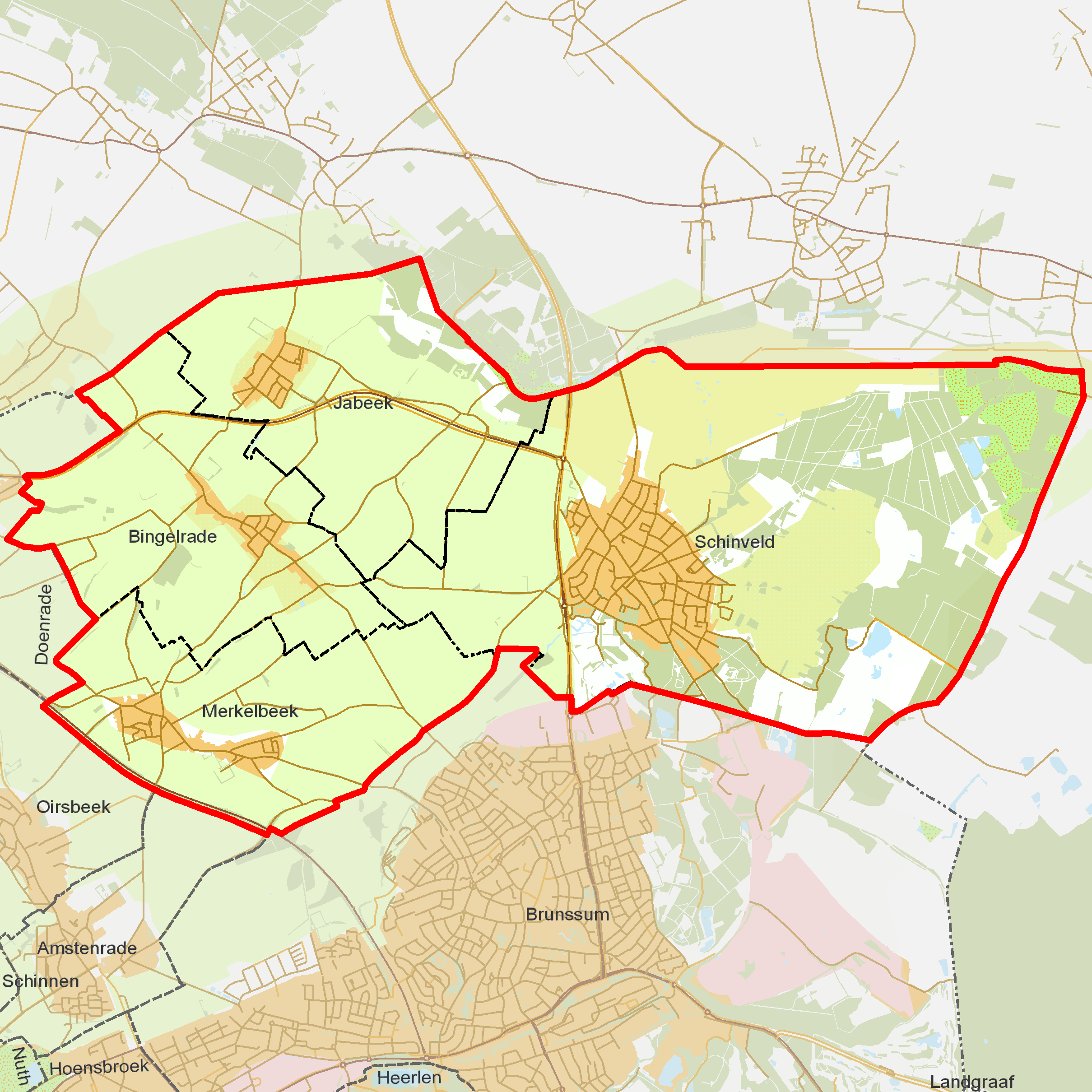
Woonplaatsen in de gemeente Onderbanken

- Bingelrade (2845)
- Jabeek (2846)
- Merkelbeek (2847)
- Schinveld (2848)

## Peel en Maas

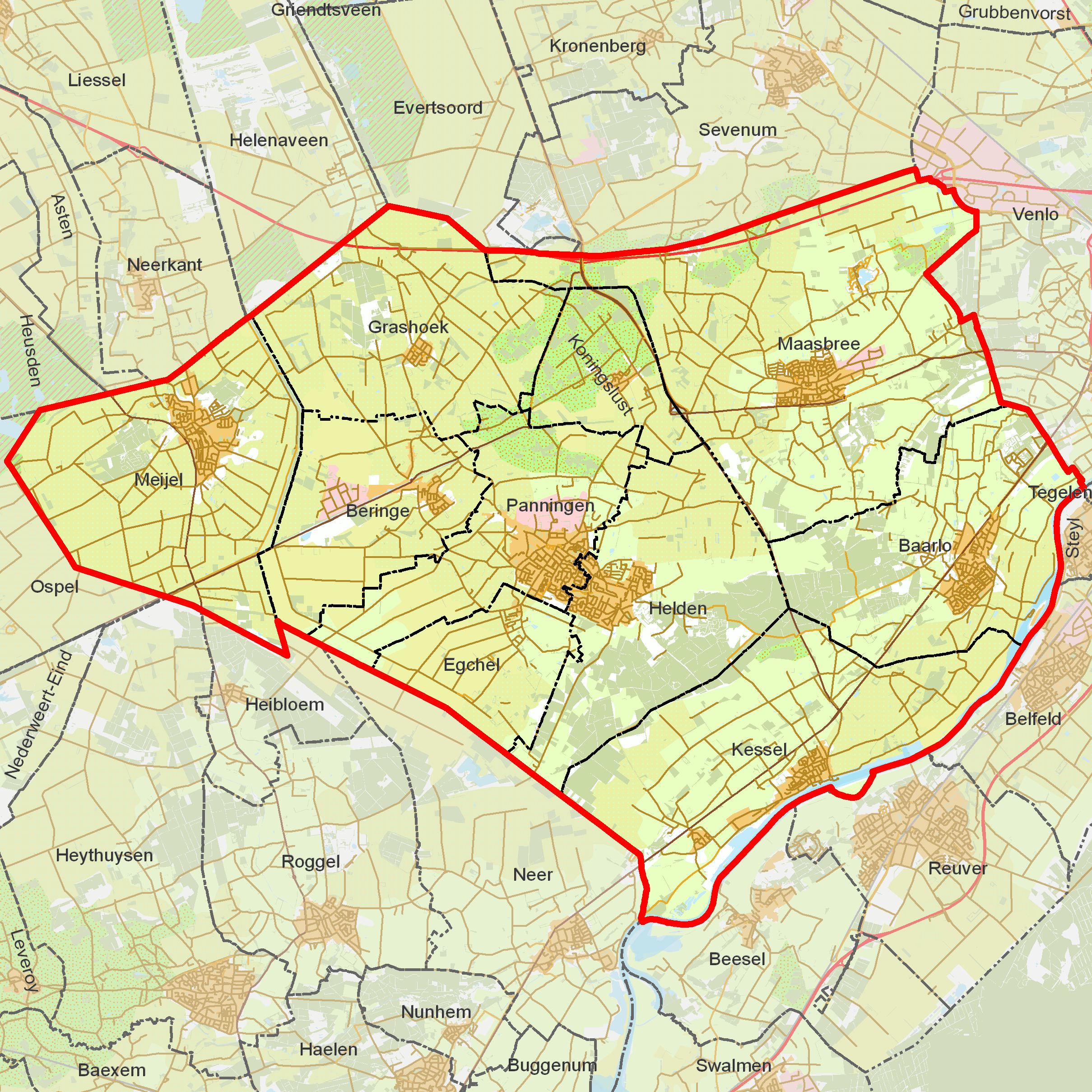
Woonplaatsen in de gemeente Peel en Maas

- Baarlo (2602)
- Beringe (3438)
- Egchel (3439)
- Grashoek (3440)
- Helden (3441)
- Kessel (1699)
- Koningslust (3442)
- Maasbree (2601)
- Meijel (2140)
- Panningen (3443)

## Roerdalen

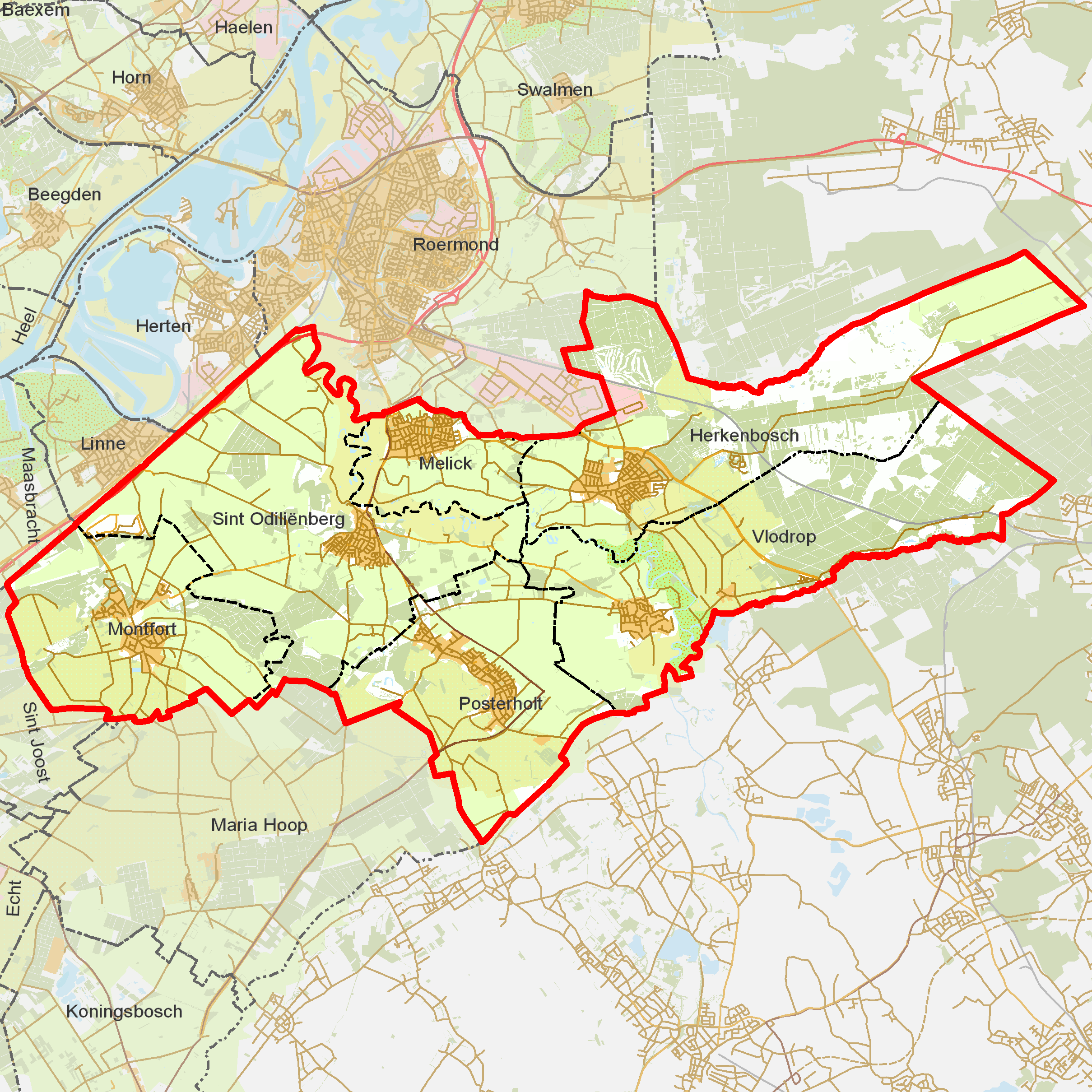
Woonplaatsen in de gemeente Roerdalen

- Herkenbosch (2590)
- Melick (2591)
- Montfort (2592)
- Posterholt (2593)
- Sint Odiliënberg (2594)
- Vlodrop (2595)

## Roermond

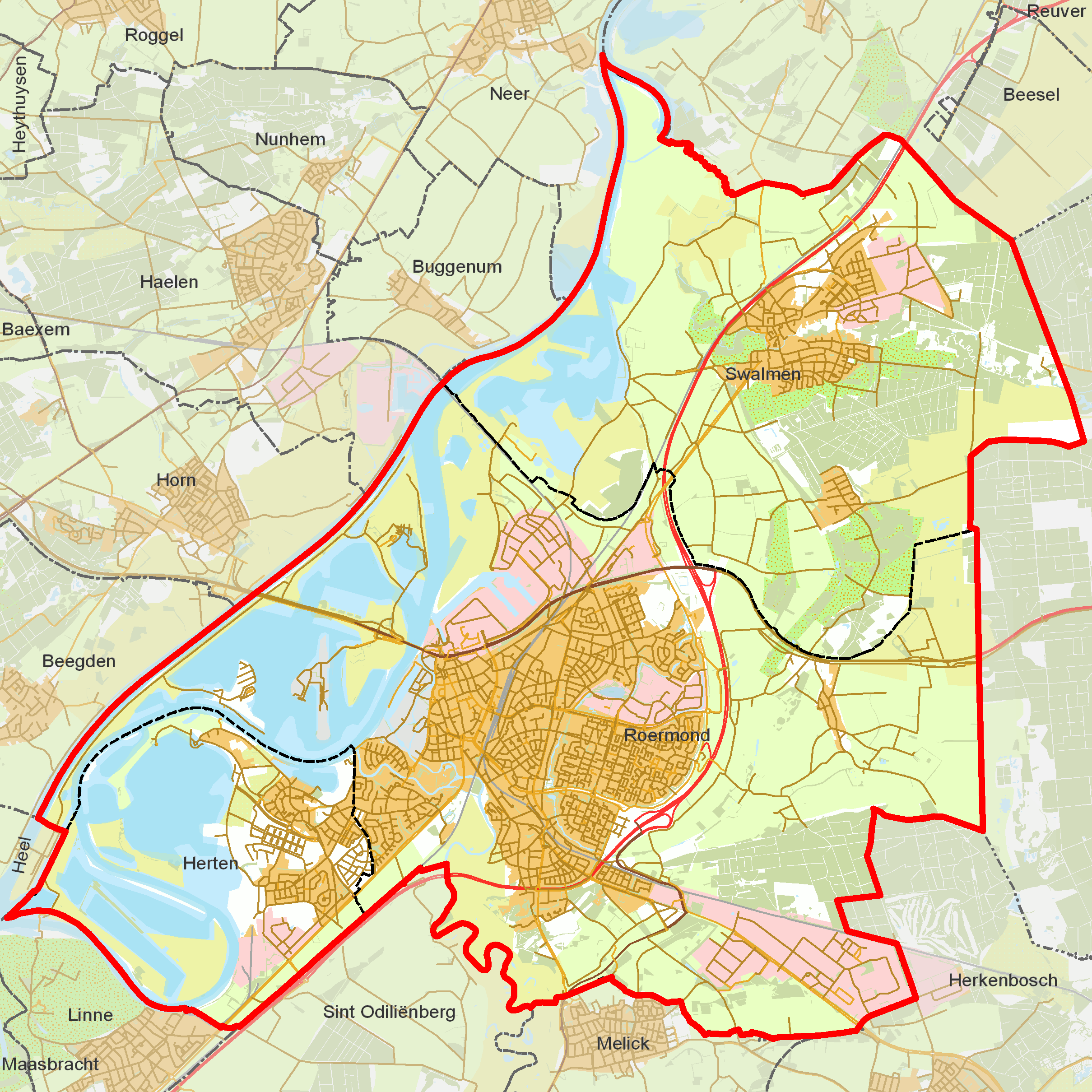
Woonplaatsen in de gemeente Roermond

- Herten (2282)
- Roermond (2281)
- Swalmen (2283)

## Schinnen

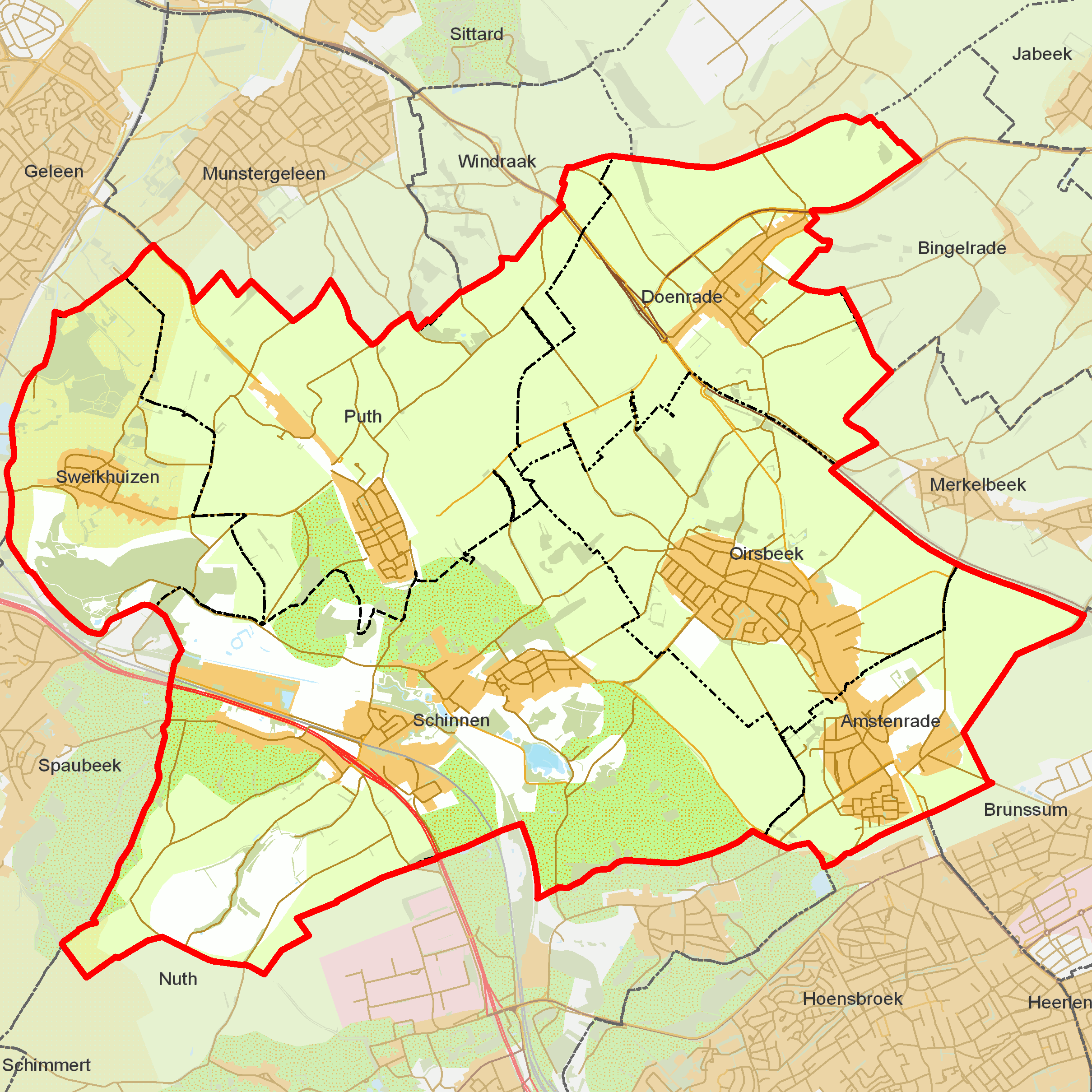
Woonplaatsen in de gemeente Schinnen

- Amstenrade (2099)
- Doenrade (2100)
- Oirsbeek (2101)
- Puth (2102)
- Schinnen (2103)
- Sweikhuizen (2104)

## Simpelveld

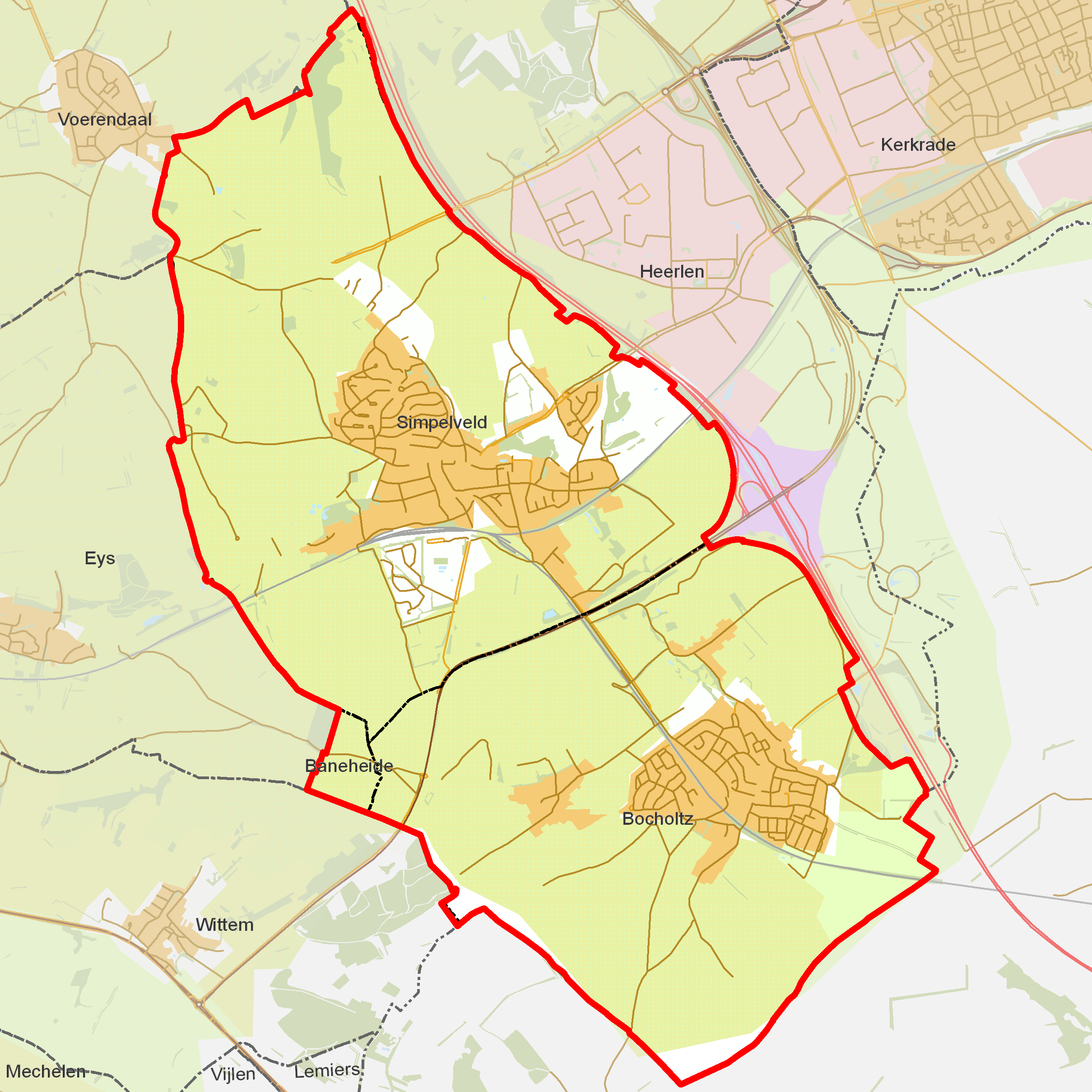
Woonplaatsen in de gemeente Simpelveld

- Baneheide (3067)
- Bocholtz (3066)
- Simpelveld (3065)

## Sittard-Geleen

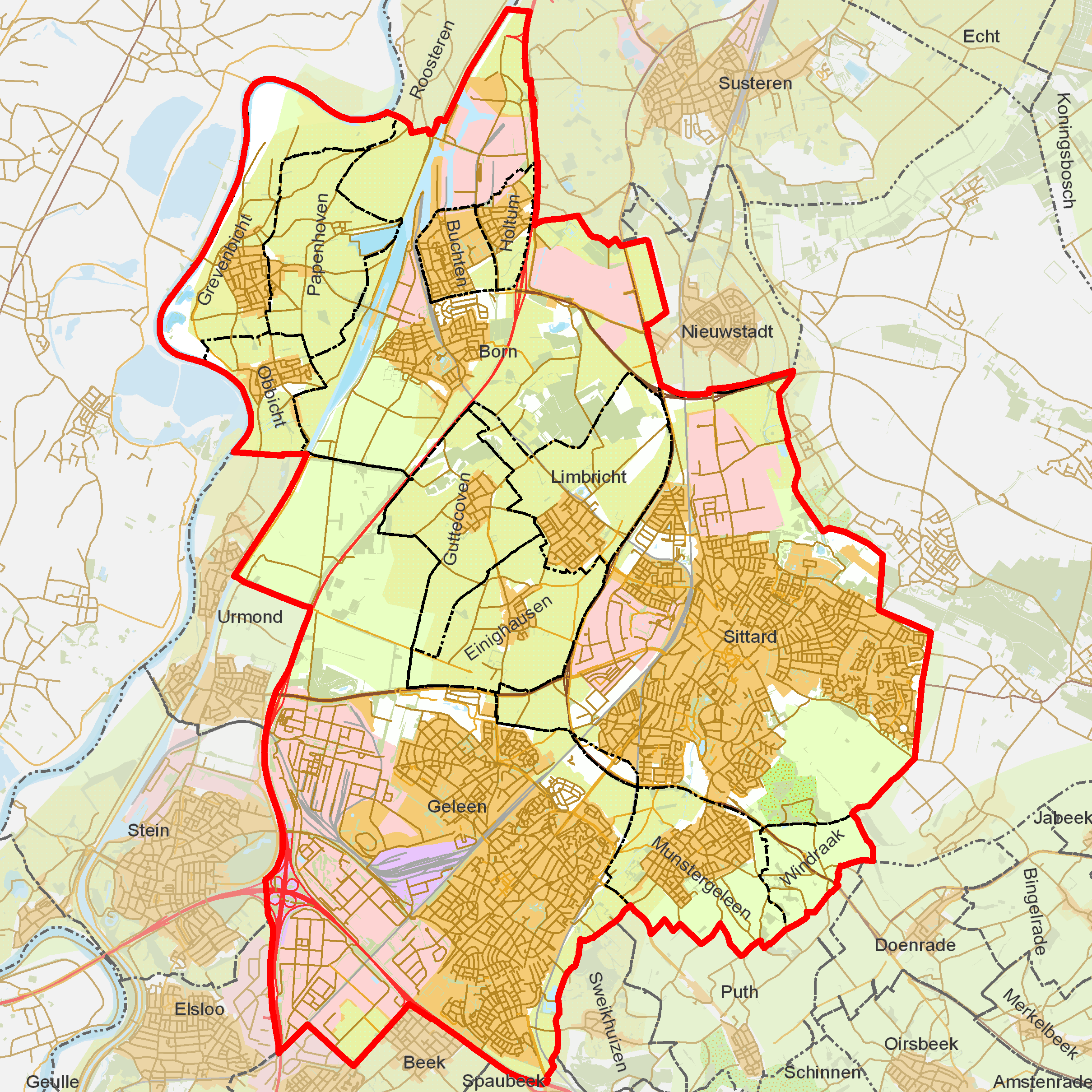
Woonplaatsen in de gemeente Sittard-Geleen

- Born (2808)
- Buchten (2809)
- Einighausen (2810)
- Geleen (3513)
- Grevenbicht (2812)
- Guttecoven (2813)
- Holtum (2814)
- Limbricht (2815)
- Munstergeleen (2816)
- Obbicht (2817)
- Papenhoven (2818)
- Sittard (3512)
- Windraak (2820)

## Stein

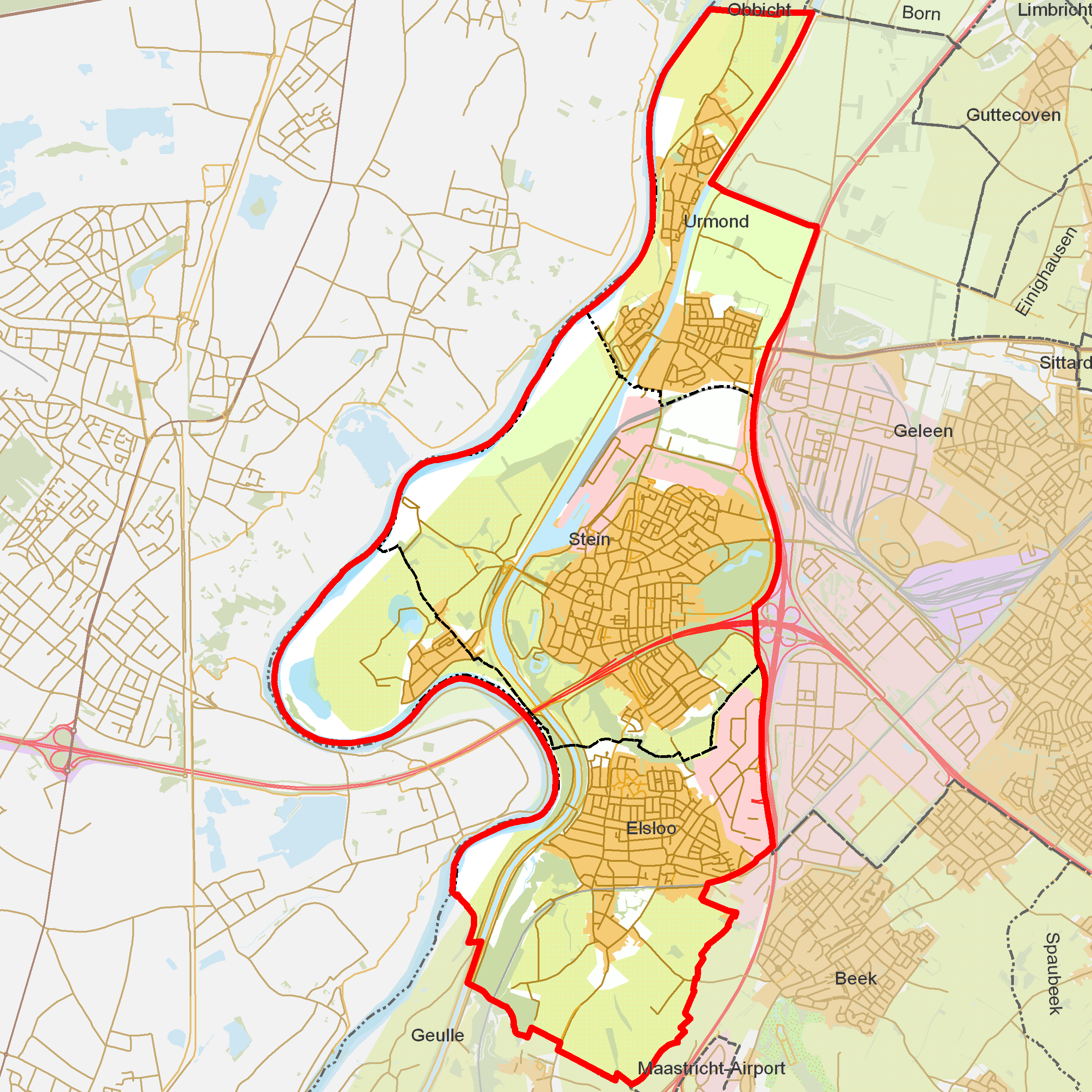
Woonplaatsen in de gemeente Stein

- Elsloo (1914)
- Stein (1913)
- Urmond (1915)

## Vaals

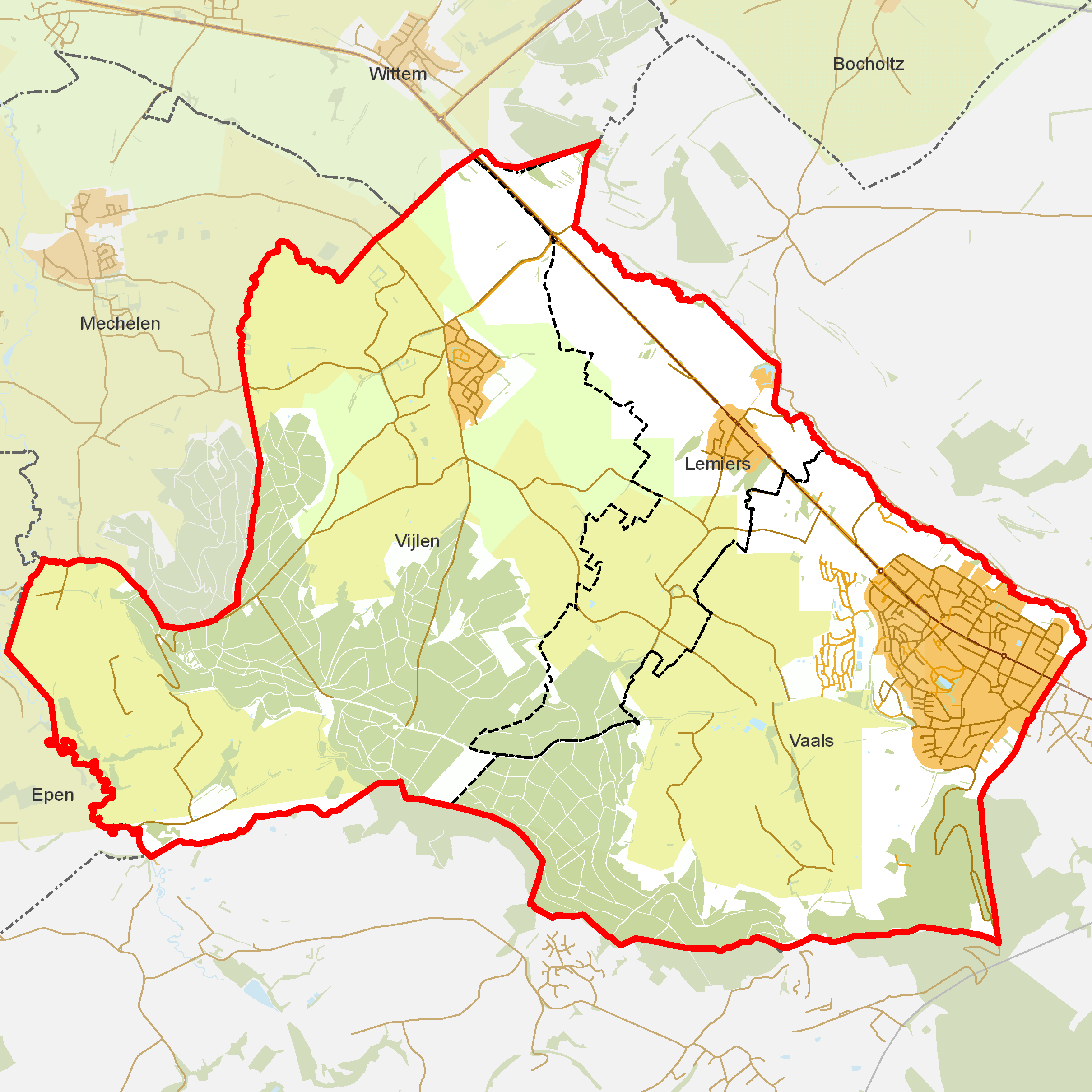
Woonplaatsen in de gemeente Vaals

- Lemiers (1430)
- Vaals (1429)
- Vijlen (1431)

## Valkenburg aan de Geul

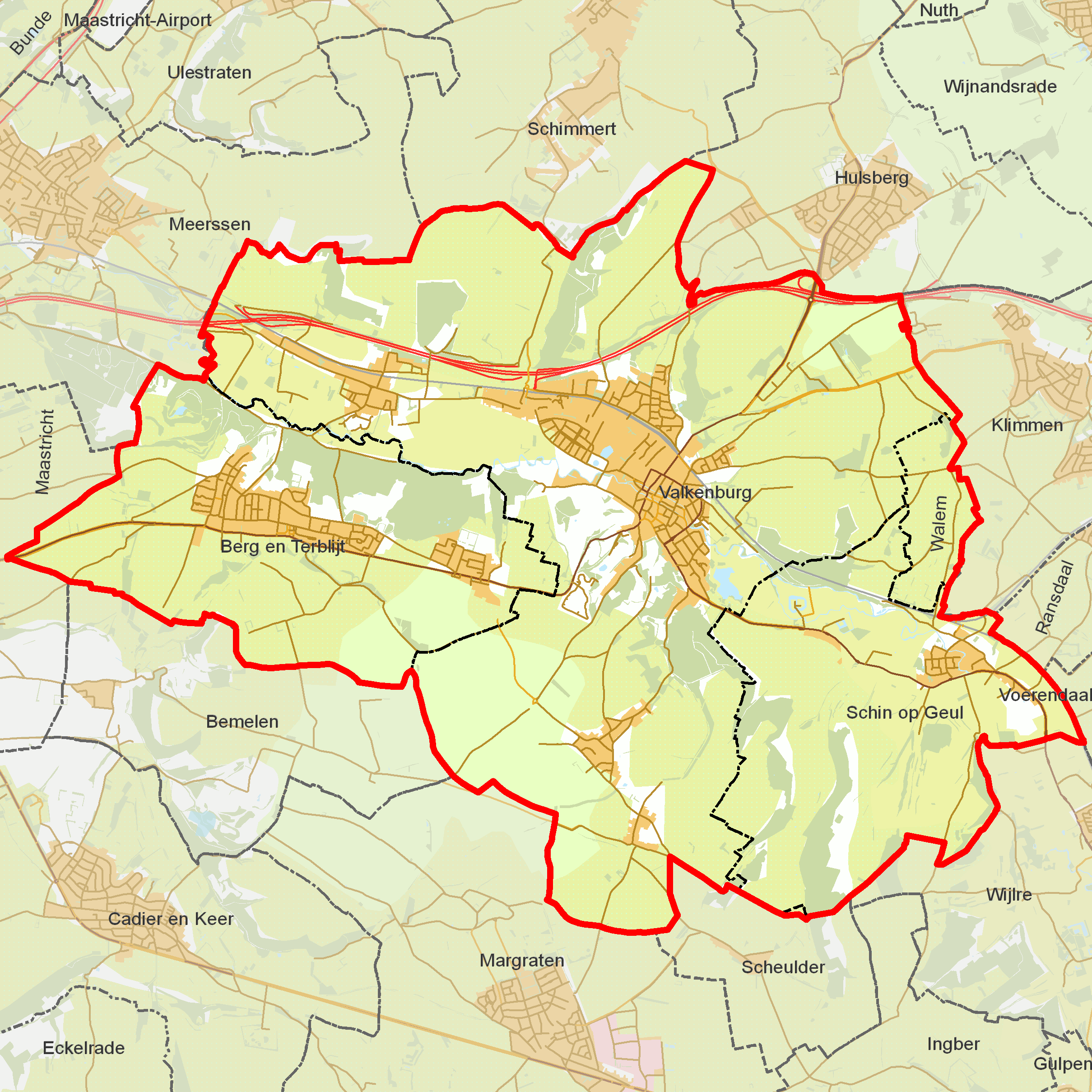
Woonplaatsen in de gemeente Valkenburg aan de Geul

- Berg en Terblijt (1716)
- Schin op Geul (1717)
- Valkenburg (1718)
- Walem (1719)

## Venlo

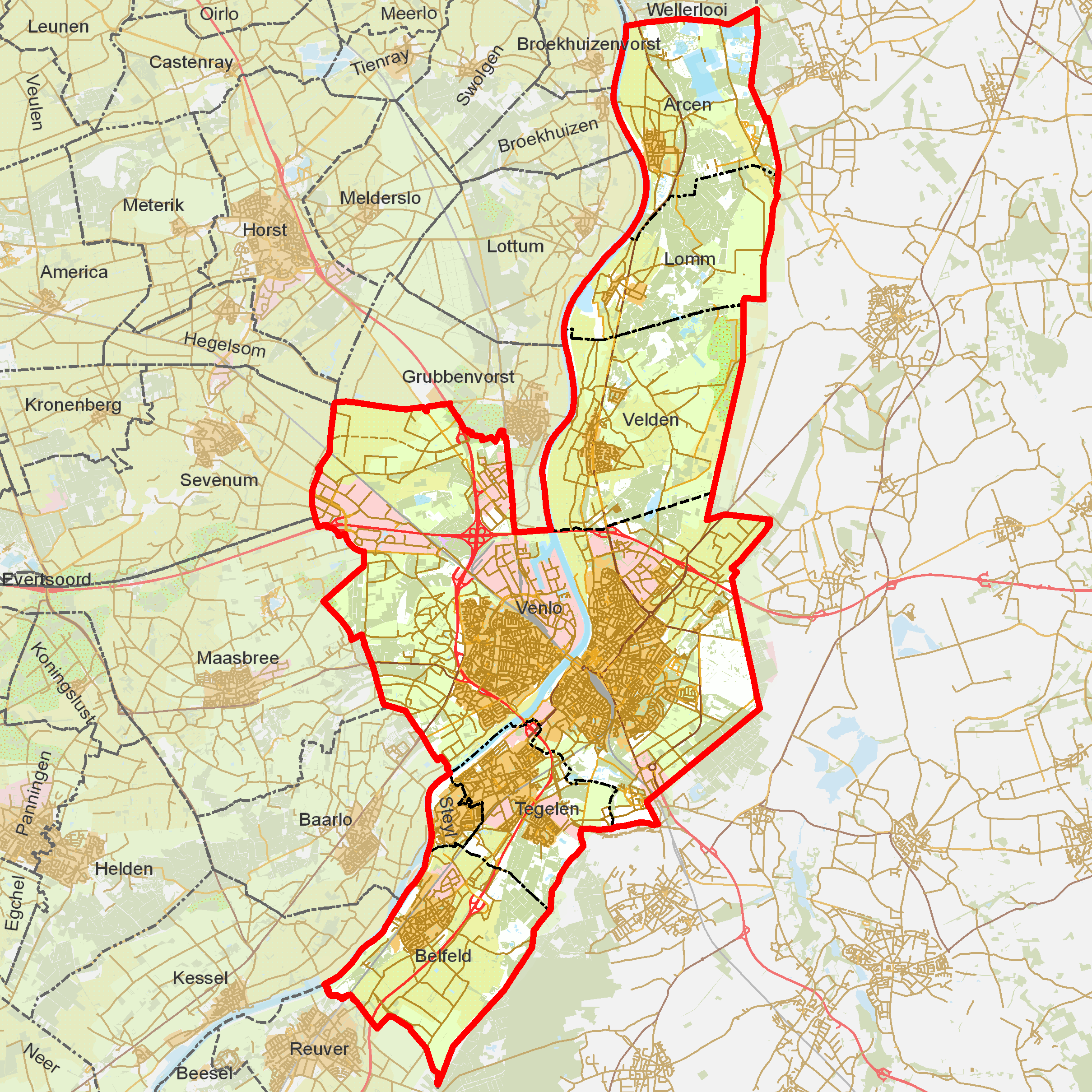
Woonplaatsen in de gemeente Venlo

- Arcen (3140)
- Belfeld (1476)
- Lomm (3141)
- Steyl (1475)
- Tegelen (1474)
- Velden (3142)
- Venlo (1473)

## Venray

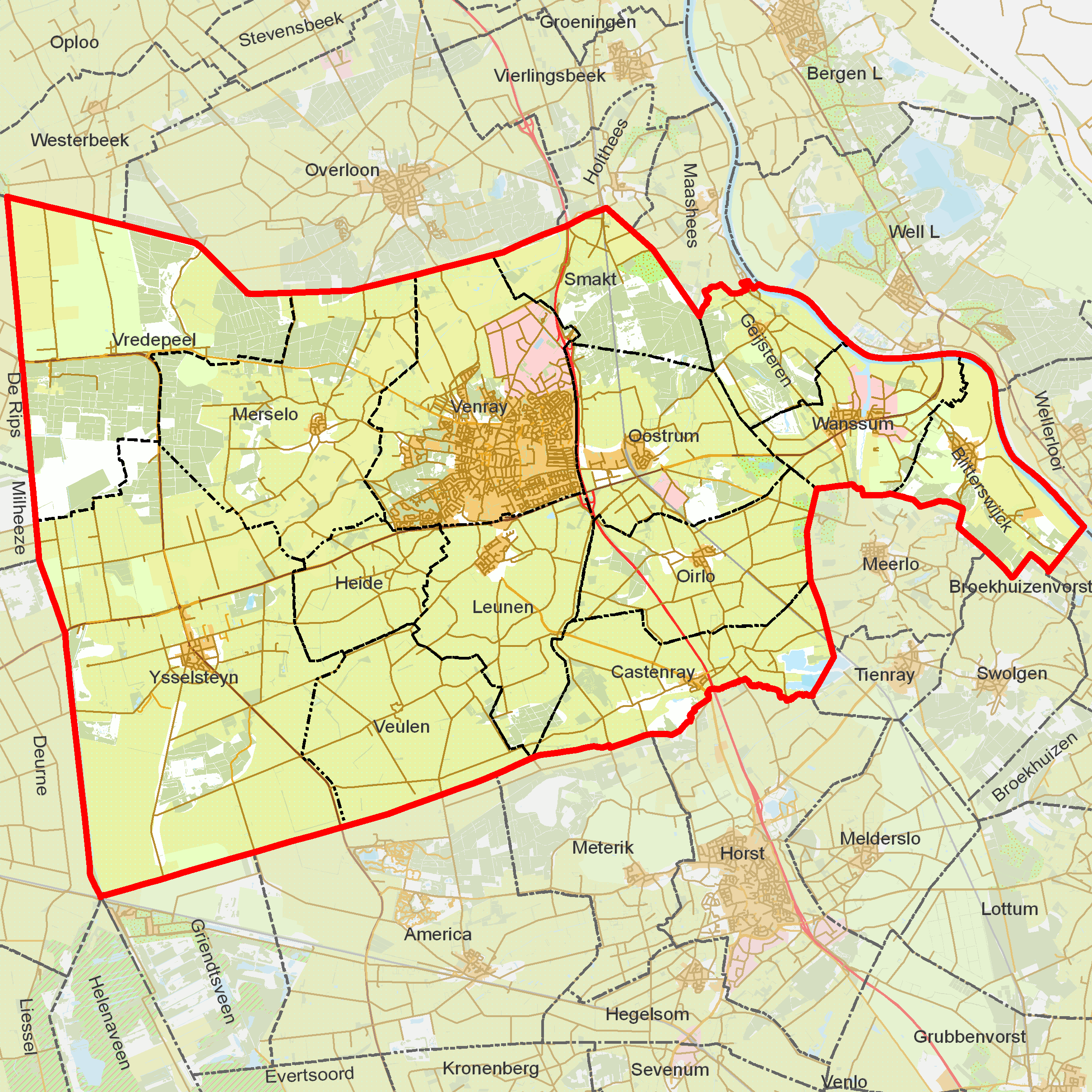
Woonplaatsen in de gemeente Venray

- Blitterswijck (1856)
- Castenray (2328)
- Geijsteren (1857)
- Heide (2329)
- Leunen (2330)
- Merselo (2331)
- Oirlo (2332)
- Oostrum (2333)
- Smakt (2334)
- Venray (2335)
- Veulen (2336)
- Vredepeel (2337)
- Wanssum (1861)
- Ysselsteyn (2338)

## Voerendaal

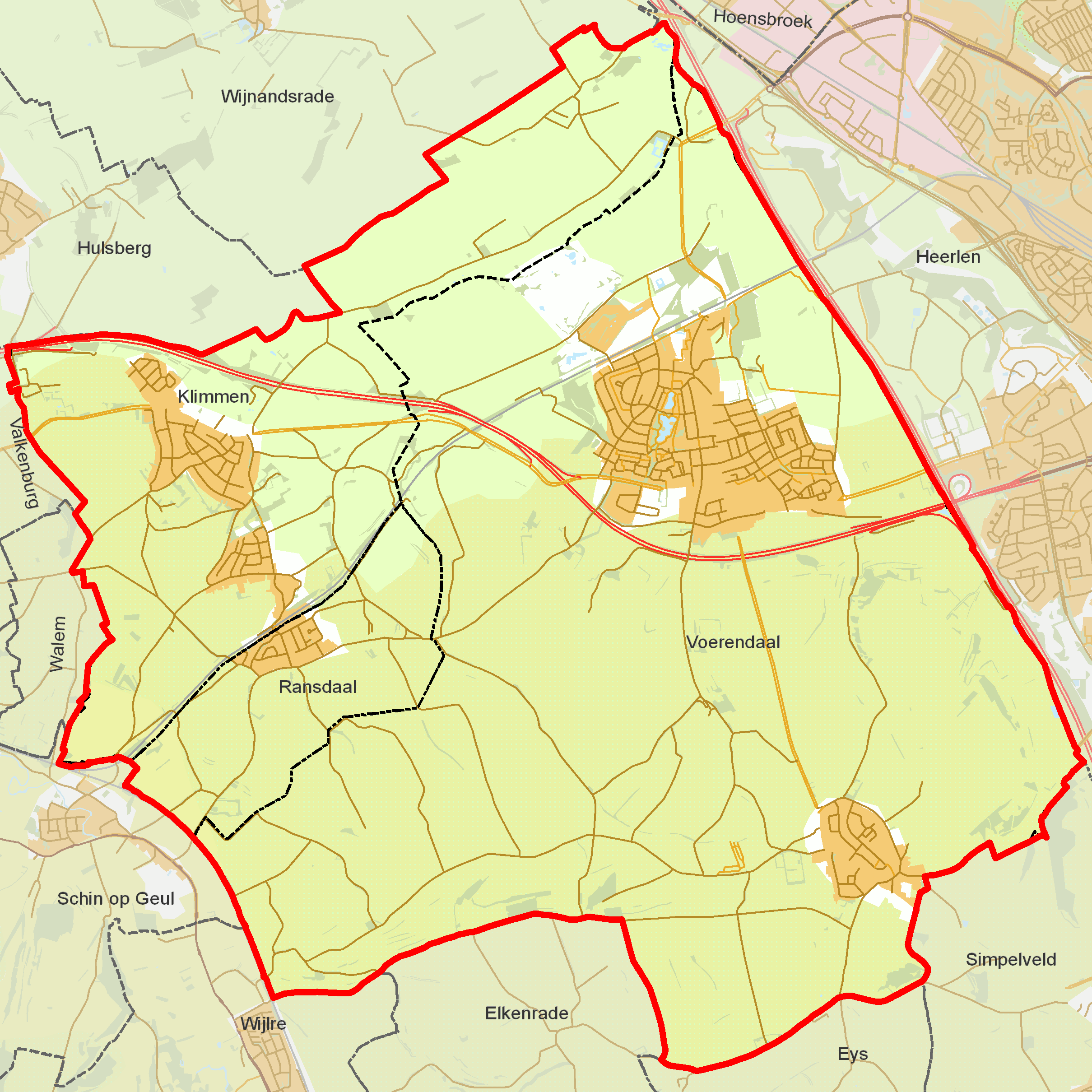
Woonplaatsen in de gemeente Voerendaal

- Klimmen (1853)
- Ransdaal (1854)
- Voerendaal (1855)

## Weert

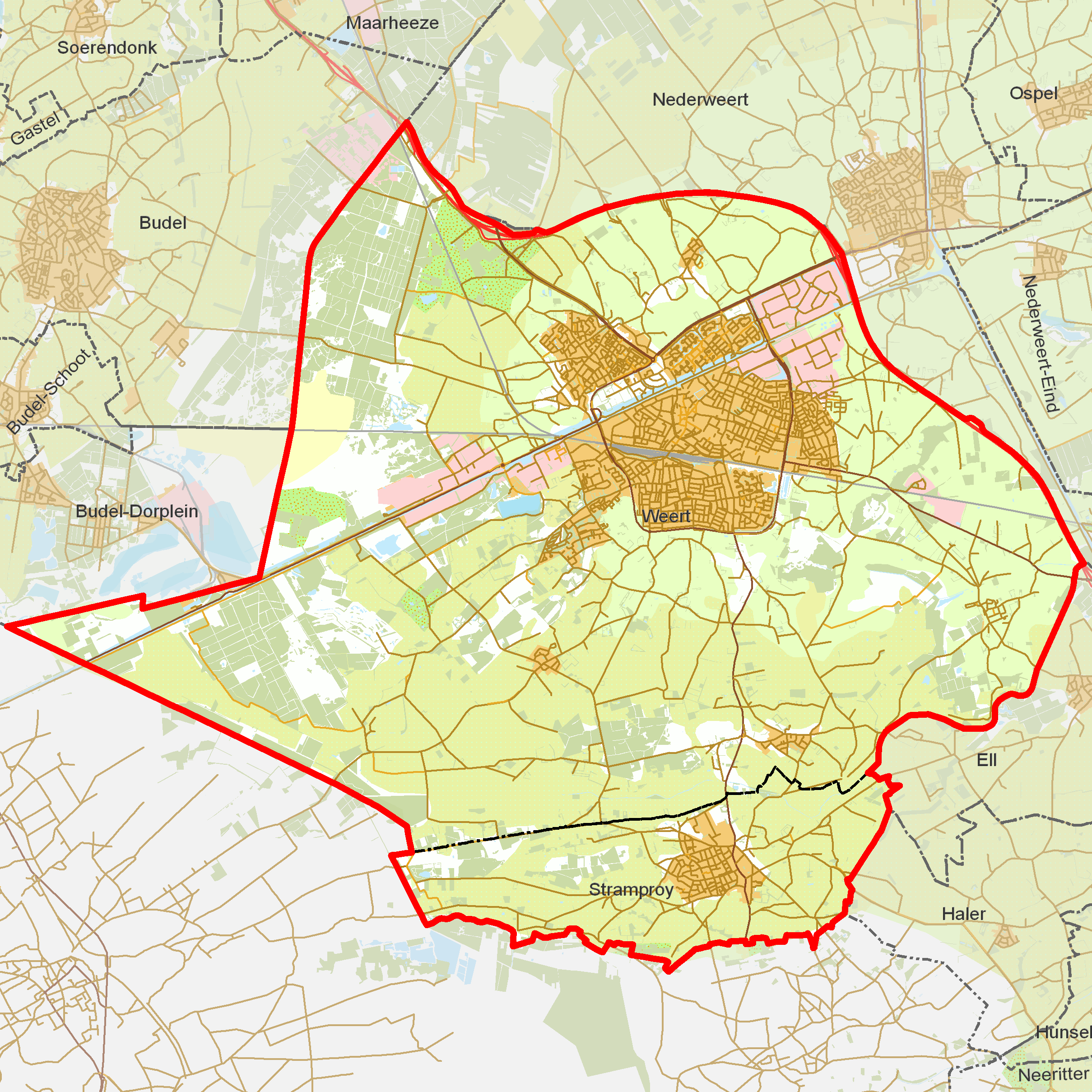
Woonplaatsen in de gemeente Weert

- Stramproy (1975)
- Weert (1974)